# マーベル・シネマティック・ユニバースにおける年表
マーベル・シネマティック・ユニバースにおける年表（マーベル・シネマティック・ユニバースにおけるねんぴょう）では、マーベルの実写映画シリーズ『マーベル・シネマティック・ユニバース』における架空の出来事を年表形式に掲載する。この世界の出来事は現実の時間軸に沿って展開する設定になっており、以下の年代表記は西暦である。

## 概要
『マーベル・シネマティック・ユニバース』（MCU）の作中世界は、“アース616”と呼ばれ、現実に存在する地球を主な舞台として物語が展開されており、現実世界と大半の歴史を共有している。ただし、どこまでが現実に即しているかは曖昧であり、例えばジョン・F・ケネディは過去の大統領として存在していることが明らかにされているが、現実世界でバラク・オバマがアメリカ合衆国大統領を務めていた時期は、マシュー・エリスというキャラクターが大統領であるという設定である。
なお、『MCU』各作品はマーベル・スタジオと、マーベル・テレビジョンが製作しているが、双方の作品は世界観を共有しているのか、別の世界線であるのかどうかは未だ明確にされていない。

## 時系列の算出について
表内の時系列は、いずれも映画内における登場人物の発言、モノローグ、または製作者の発言によって、おおよそ組み上げることができる。
1. “アベンジャーズ計画”始動及びニューヨーク決戦は、2012年5月1日から5月5日頃にかけての出来事である[4]。
2. 『アイテム47』は、ニューヨーク決戦が終結して7日目から数日間の出来事である[5]。
3. 『アイアンマン3』は、この年のクリスマスに解決し、翌2013年にトニー・スタークは顛末をブルース・バナーに語る。
4. 『マイティ・ソー/ダーク・ワールド』は2013年11月中に解決する[6]。
5. 『キャプテン・アメリカ/ウィンター・ソルジャー』は、2014年1月頃の出来事である[7]。
6. 『ガーディアンズ・オブ・ギャラクシー』の一連の事件は2014年に発生する[8]。『ガーディアンズ・オブ・ギャラクシー:リミックス』は、その2～3ヶ月後の出来事にあたる。
7. “ソコヴィア事件”の発生は、2015年5月頃である[9]。
8. 『アントマン』の事件は、ソコヴィア事件の直後に解決している。
9. “シビル・ウォー”は2016年6月18日以降に発生している[10]。
10. ピーター・パーカーは2015年12月頃にクモに刺され[11]、『スパイダーマン:ホームカミング』の事件は、ホームカミング・ダンス・パーティが開催された2016年9月23日前後に発生し解決している[12]。
11. スティーヴン・ストレンジは2016年2月2日に事故に遭い[13]、3～6ヶ月で治療を終え[14]、9ヶ月間魔術の修行に励み、カエシリウスとの決戦に挑んでいる[15]。
12. 『マイティ・ソー/バトルロイヤル』における一連の事件は、ソコヴィア事件からおよそ2年後の2017年中旬～下旬頃に発生・解決している[16][17]。即ちソーとアスガルドの民はおよそ半年間宇宙空間を漂い、地球を目指している。
13. “インフィニティ・ウォー”の開戦は、『アベンジャーズ/エイジ・オブ・ウルトロン』より3年後の2018年3月20日頃である[18]。
14. 『アントマン&ワスプ』でのゴースト問題とジャネット・ヴァン・ダイン救出に関わる事件の発生・解決の後に『アベンジャーズ/インフィニティ・ウォー』における主要な事件が発生し、サノスが目的を達成する[19]。
15. “インフィニティ・ウォー”終結の3週間後にトニーが救出され、その2日前にサノスが集めたインフィニティ・ストーンを破壊している。
16. 『アベンジャーズ/エンドゲーム』の大部分（スコットの帰還以降の主要な事件）は2023年[20]に発生しており、同年内に“タイム泥棒作戦”が成功し[21]、ブルースのスナップによる消滅した生命の復活と地球におけるサノスの群勢との決戦は同年10月頃に発生している[22]。
17. 『スパイダーマン:ファー・フロム・ホーム』の事件は、『エンドゲーム』の8ヶ月後となる2024年6月末からスタートする[22]。
18. 『ブラック・ウィドウ』の物語本編は、『シビル・ウォー/キャプテン・アメリカ』の直後から始まり[23]、そこから数日間を描写している。
19. 『エンドゲーム』での最終決戦から3週間後に『ワンダヴィジョン』の“マキシモフ事変”が、6ヶ月後に『ファルコン&ウィンター・ソルジャー』での一件がそれぞれ発生している[24][25]。
20. 『シャン・チー/テン・リングスの伝説』における出来事は、2024年の清明節（4月上旬）の頃に発生・終結している[26]。
21. 『デッドプール&ウルヴァリン』の出来事が発生するのは2024年であるが、その大半は、時系列としては最後（正確にいえば時間の概念が存在しない）にあたる「時の終わり」にて発生しており、この年表とは異なるアース-10005における2024年にあたる。
22. 『アントマン&ワスプ:クアントマニア』における主要な事件は、2026年7月末ごろに発生・解決している。日付はスコット・ラングが7月24日に自伝の朗読を行う旨が看板に書かれていること、年はキャシー・ラングの年齢から逆算可能。
23. 『シークレット・インベージョン』はロシアの民族統一の日となる11月4日から前後数日に事件が起きている。また『ガーディアンズ・オブ・ギャラクシー:VOLUME 3』のタイムラインは『クアントマニア』と『インベージョン』の中間に位置することから、おおむね同年8月～11月のいずれかでロケットに関する事件が発生している。

以上が検証可能な作品の大まかな流れである。なお、ほとんどのタイムラインが各作品の公開時期と非常に近いが、これについてマーベル・スタジオ社長ケヴィン・ファイギは米CinemaBlendに対し「公開年と劇中の時間軸は一致しない」とし、それぞれの映画の年代は定めていないとしている。

## 正史
本項では、動画ストリーミングサービスDisney+のマーベル作品ページ『時系列』欄に統括されている『インフィニティ・サーガ』・『ザ・ディフェンダーズ・サーガ』・『マルチバース・サーガ』に属する作品群を、劇中描写に沿って年表形式に掲載する。 

### 1900年代以前
138億年前
- 大爆発のエネルギーで宇宙と共に生まれた6つの特異点が“インフィニティ・ストーン”へと形を変える。
- 天人［セレスティアル］のエゴが誕生する。

8000万年前
- セレスティアルのエソン・ザ・サーチャーが、インフィニティ・ストーンの1つである“パワー・ストーン”を用いて1つの惑星の文明を滅ぼす。

数百万年前
- グランドマスターが、惑星“サカール”に降り立つ。

250万年前
- 地球、アフリカののちの“ワカンダ”の国土に“ヴィブラニウム”の隕石が衝突し、現地一帯にヴィブラニウムの鉱脈を形成する。

50万年前
- “アスガルド”のオーディンが、“炎の悪魔”の王であるスルトと戦って勝利し、“永久の炎”を奪う。

7000年前
- “セレスティアルズ”により“エターナルズ”が地球に派遣される。
- エターナルズがメソポタミアに現れ““ディヴィアンツ”と交戦。人類と接触して文明を発展させる。

4988年前（紀元前2988年頃）
- “惑星直列”の頃、“ダーク・エルフ”の長であるマレキスが“エーテル（リアリティ・ストーン）”を用いて宇宙を暗黒に戻そうとしたため、ボー率いるアスガルド軍とダーク・エルフの戦争が勃発。その結果、アスガルド軍がエーテルを奪取し、敗北を悟ったマレキスらは多くの同胞を犠牲にして撤退する。
- ボーの命令でエーテルがアスガルドの地底深くに隠される。

2500年前 (紀元前500年)
- オーディンとヘラに率いられたアスガルド軍が、“九つの世界”を支配する。その後、ヘラの力を恐れたオーディンは九つの世界を支配ではなく平和で統治しようと改心し、ヘラと対立。多くのヴァルキリーの犠牲と引き換えにオーディンはヘラを封印する。

965年
- 地球のノルウェー・トンスベルグにラウフェイ率いる“氷の巨人”群が侵攻。オーディン率いるアスガルド軍との戦争が起こり、その結果アスガルド軍が、巨人群の“古の冬の小箱”を奪って勝利。オーディンとラウフェイは両種族の休戦協定を結ぶ。
- オーディンが“ヨトゥンヘイム”でラウフェイの赤子を拾い、“ロキ”と名付ける。

976年
- オーディンとフリッガによってソーとロキが兄弟として育てられる。

1400年代
- オーディンが地球に“テッセラクト”を残す。

1521年
- テノチティトランにてエターナルズはディヴィアンツを全滅させたがセナが暴走。同時に目の当たりにした人類同士の戦争を受けて、エターナルズは解散する。

1571年
- ユカタン半島で全滅の危機に瀕していた現地の村人が、ヴィブラニウムの影響を受けた海藻による薬を飲用したことがきっかけで移り住んだ海中に“タロカン帝国”を築き上げる。
- ネイモア誕生。

1693年
- 地球のアメリカ・マサチューセッツ州のセイラムにて、アガサ・ハークネスが自身を処刑しようとした他の魔女たちの命を吸収して力を覚醒させる。

### 1910年代
1917年
- 3月10日。バッキー・バーンズ誕生。
- 8月15日。ハワード・スターク誕生。

1918年
- 7月4日。スティーブ・ロジャース誕生。

1919年
- 4月9日。ペギー・カーター誕生。

### 1940年代
1940年
- ハワードがヴィブラニウムを発見し、全量を購入する。
- 秘密結社”ヒドラ”の統率者ヨハン・シュミットが“超人血清”の実験の影響で皮膚が禿げて頭部が赤い髑髏のように変わって、レッドスカルとなる。

1941年
- 12月。バッキーとスティーブがニューヨーク市内のアメリカ徴兵誘導センターを訪れる。

1942年
- “クランデスティン”の一人であるアイシャが、イギリス占領下のインドの遺跡でバングルを発掘直後に仲間たちとはぐれると、ハサン・カーンと出会って恋に落ち、結ばれる。

『キャプテン・アメリカ/ザ・ファースト・アベンジャー』
- 3月。シュミットがノルウェー・トンスベルグに侵攻し、テッセラクトを発見する。

1943年
- 6月14日。エイブラハム・アースキン博士の助力により、スティーブが米国陸軍への入隊を許される。
- アースキン博士暗殺～キャプテン・アメリカ誕生：アースキンの実験の結果、スティーブが超人兵士キャプテン・アメリカとなるが、直後にアースキンがヒドラのエージェントにより殺害される。これによりスティーブは超人兵士唯一の成功例となる。

1945年
- ゾラ博士捕縛：アーニム・ゾラ博士がスティーブの手で捕縛される。しかし同時に任務に就いていたスティーブの旧友バッキーが生死不明となってしまう。

- バッキーがヒドラに捕らえられ、ウィンター・ソルジャーとして洗脳される。
- ファストスが広島市への原子爆弾投下を目にし、人類を見限る。

『キャプテン・アメリカ/ザ・ファースト・アベンジャー』
- ヒドラ本部決戦：スティーブがヒドラ本部でシュミットと交戦。最終的に爆撃機内での一騎打ちとなるが、不用意にテッセラクトに触れたシュミットがヴォーミアへ吹き飛ばされ、テッセラクトは海底へと沈む。スティーブは爆弾が搭載された爆撃機を自身ごと北極海に沈め、消息を絶つ。現場海域を捜索したハワードはテッセラクトを回収するも、スティーブを発見できずに終わる。

1946年
『エージェント・カーター』
- ゾディアック回収任務：SSRのニューヨーク支部で内勤のみを押し付けられていたペギーは、ある夜に単身で“ゾディアック”が搬入された倉庫へ向かうと、そこにいた敵を一蹴しゾディアックの回収に成功。翌日ペギーは、ハワードからの連絡でS.H.I.E.L.D.設立メンバーに選ばれたことを伝えられ、ワシントンD.C.に出向する。

1947年
- インド・パキスタン分離独立の日、現地の暴動とクランデスティンのナジマから逃れるために、アイシャはハサンや娘のサナと共にカラチを目指すが、向かった駅で2人と離れた直後にナジマの凶刃に倒れる。だが、アイシャの最後の力によって未来から曾孫のカマラ・カーンが出現。今際の際のアイシャの願いを受けたカマラは、迷子となったサナをハサンへ返すと、元の時代に帰還する。

### 1950年代
1950年
- 7月4日。ニック・フューリー誕生。

1951年
- 朝鮮半島で、アメリカの黒人超人兵士のイザイア・ブラッドリーがウィンター・ソルジャーとの戦いや、敵の捕虜となった黒人兵士たちの救出活動の後、投獄される。

### 1960年代
1963年
- ハワードが亡命したソ連の科学者アントン・ヴァンコと“アーク・リアクター”の開発に従事する。
- ハンク・ピムが“ピム粒子”を発明する。

1967年
- アントンがスパイ容疑でソ連に強制送還される。

1969年
- 12月18日。ブルース・バナー誕生。

### 1970年代
1970年
『アベンジャーズ/エンドゲーム』
- スペース・ストーン・ピム粒子入手：この時代の“キャンプ・リーハイ”にタイムトラベルしたトニー・スターク/アイアンマン、スティーブがテッセラクトとピム粒子の回収に向かう。スティーブがピム粒子を、トニーがテッセラクトの奪取にそれぞれ成功。この際スティーブは、基地の長官職に務めるペギーを目撃し、トニーは親となる前の実父のハワードとの対話を果たしてから2人で2023年へと帰還する。
- スティーブがスペース・ストーンを返還する。

- 5月29日。トニー・スターク誕生。

1971年
- 11月24日。ロキが地球で旅客機をハイジャックし、失踪する出来事が発生。この一件は、地球でD.B.クーパー事件として伝えられる。

1972年
- ゾラが死亡。自身の思考プログラムを6万メートルにも及ぶ磁気テープコンピュータに移植する。

### 1980年代
1980年
- エゴがミズーリ州に植えた自身の分身をメレディス・クイルに披露する。

1984年
- 11月22日。ナターシャ・ロマノフ誕生。
- クリント・バートンの母親が逮捕される。

1987年
- “タイタン星人”のサノスが家族を殺害。異星人のガモーラとネビュラを養女とする。
- アントマン（初代）であるピムと彼の妻でワスプ（初代）であるジャネット・ヴァン・ダインがソ連のICBMを停止させるべく任務に就く。ジャネットはミサイルを停止させるも原子サイズまで縮小してしまったことで“量子世界”へ落ち込み、消息を経つ。

1988年
- ピーター・クイル拉致：ピーター・クイルは母であるメレディスの最期に立ち会った直後、エゴからの依頼を受けたヨンドゥ・ウドンタと“ラヴェジャーズ”によって拉致される。しかしエゴの目的を知ったヨンドゥは裏切り、クイルをラヴェジャーズに引きずり込む。

1989年
- ピエトロとワンダのマキシモフ兄妹誕生。
- ピムが自身の技術を複製しようとしたハワードたちに愛想をつかし、S.H.I.E.L.D.を去る。
- ペガサス計画失敗 - キャロル・ダンヴァース拉致：ウェンディ・ローソン博士（マー・ベル）とキャロル・ダンヴァースが“ペガサス計画”の飛行試験中に“クリー帝国”の特殊部隊“スターフォース”の襲撃を受ける。その結果ローソンは死亡し、キャロルは計画の一環である“ライトスピード・エンジン”の力が体内に宿るも、スターフォースにクリー帝国へと連れ去られて記憶の改竄処置を施され、“ヴァース”としてスターフォースに加入する。

### 1990年代
1991年
- 12月、ソビエト連邦が解体されたことによりアレクセイ・ショスタコフ/レッド・ガーディアンは戦闘任務に就くことがなくなり、ウィドウであるメリーナ・ヴォストコフと、幼少期のナターシャ、エレーナ・ベロワと偽装家族としてオハイオ州での潜入任務を命じられた。
- ハワードとマリア・スターク暗殺：12月16日、ヒドラの命を受けウィンター・ソルジャーがハワードとマリア・スタークを襲撃、殺害する。

1992年
- ハワードの息子であるトニーが正式に“スターク・インダストリーズ”CEOに就任する。
- “ワカンダ”の国王ティ・チャカがオークランドを訪ね、謀反を企てた実弟のウンジョブを殺害してしまう。
- ウンジャダカ（エリック・"キルモンガー"・スティーブンズ）が父ウンジョブの死を知る。父の遺志を継ぐこととワカンダへの帰還のために行動を開始する。

1994年
- マット・マードックが両目の視力を失う。

1995年
- マットがスティックに師事する。
- アレクセイ、メリーナ、ナターシャ、エレーナの偽装家族がオハイオ州での潜入任務を完了させてキューバに逃亡するが、ドレイコフらによって一家離散してしまう。

『キャプテン・マーベル』
- クリー/スクラル戦争 - キャロル覚醒：ヴァースはクリー帝国と対立する“スクラル人”との戦闘の最中地球のロサンゼルスに不時着。一時孤立無援となりながらも、S.H.I.E.L.D.エージェントのフューリーとの出会いや、親友のランボー母娘との再会、タロスたちスクラル人たちとの和解を経て記憶を取り戻し、クリーに反旗を翻す。その結果キャロルは覚醒させた真の力“バイナリー・パワー”を用いてクリーを敗走させ、タロスたちスクラル人と新天地探しのために銀河へ旅立つ。
- フューリーが今回の件を受けて“アベンジャーズ計画”を立ち上げる。

1996年
- 中国の竹林で、犯罪組織“テン・リングス”の長シュー・ウェンウーと、異世界の“ター・ロー”出身の守護者イン・リーが出会い、結ばれる。

1999年
- マキシモフ兄妹が母国の“ソコヴィア”の紛争に巻き込まれ、両親を亡くす。
- スイス・ベルンでの技術会議でトニーが、ホー・インセン、Dr.ウー、アルドリッチ・キリアン、マヤ・ハンセンらと出会う。

### 2000年代
2001年
『アイアン・フィスト』シーズン1
- ランド一家を乗せた自家用ジェットがヒマラヤ上空で墜落[注釈 3]。ダニー・ランドのみが生き残りクン・ルンの僧侶に救出される。

2005年
『インクレディブル・ハルク』
- アメリカ陸軍のサディアス・ロス将軍が“スーパーソルジャー計画”再開を提唱。ロスからの依頼を受けたブルースは、ベティ・ロスと共に計画の一環のガンマ線実験を試みるが、その結果緑色の大男へと変貌して暴走。軍から追われる身となったブルースは、逃亡生活を余儀無くされる。

2008年
『アイアンマン』
- トニー・スターク拉致：アフガニスタンで新型ミサイル“ジェリコ”のデモンストレーションを終えたトニーは、その帰路で無国籍テロリスト集団“テン・リングス”の襲撃を受け、心臓近くに自社製ミサイルの破片が突き刺さり、拉致されてジェリコの製造を強要される。
- テン・リングスのキャンプでの戦い：トニーは先に捕虜となっていたインセンと共に、ジェリコ製造を装って小型アーク・リアクターとパワードスーツの“マーク1”を完成させる。トニーはインセンの捨て身の行動と犠牲によりマーク1を用いてゲリラを一蹴し脱出。アメリカ空軍に保護されて帰国する。
- グルミラの戦い：アフガニスタンでの一件からトニーは、自社を軍需産業から撤退させると、パワードスーツの開発を開始。“マーク2”を経て完成した“マーク3”を装着すると、“グルミラ”を攻撃するテン・リングスとの戦いに身を投じ、ゲリラが保有していたジェリコを破壊する。
- スターク・インダストリーズ本社屋の戦い〜アイアンマンの正体公表：スターク社のNo.2オバディア・ステインがトニーに反旗を翻し、新開発した“アイアンモンガー”を用いてトニーに挑むが敗北。後日の記者会見でトニーは、「私がアイアンマンだ」と自身がパワードスーツを見に纏ったヒーローであることを公表する。
- S.H.I.E.L.D.長官のフューリーがトニーに接触し、アベンジャーズの結成を提言する。その際に、アイアンマン以外のヒーローの存在を仄めかす。

『アイアンマン2』
- アントンが他界。彼の息子のイワン・ヴァンコがトニーへの復讐のためにパワードスーツ開発を始める。
- トニーがアイアンマンとして半年間世界中の紛争地域で戦い、複数の国家の情勢を安定化させる。

### 2010年代
2010年
2010年は、ブルース・バナー/ハルクを巡る追跡劇と、トニー・スターク/アイアンマンに対するイワン・ヴァンコ/ウィップラッシュの復讐活動、ソーたちアスガルド人の出現といった3つの案件が同時期に発生。これらの案件により、アベンジャーズ結成が徐々に現実のものへと近づいていく。	
『インクレディブル・ハルク』
- ホッシーニャの戦い：リオデジャネイロのホッシーニャに潜伏しながら体質治療に励んでいたブルースは、アクシデントによる遠因からスーパーソルジャー計画再開を目論むロス率いる特殊部隊に追い詰められ、緑色の大男に変身して撃退し、治療の協力者“ミスター・ブルー”に会うため逃亡する。
- カルバー大学の戦い：数十日の逃亡・北上を経てバージニア州の“カルバー大学”に到着したブルースは、ベティと邂逅するが、ロス率いる特殊部隊に再び追い詰められ大男に変身。特殊部隊を一蹴し、ベティを連れて逃亡する。この一件以降、ブルースが変身する大男はハルクのコードネームで呼称される。
- ハーレムの戦い：逃避行からニューヨークに到着したブルースは、ミスター・ブルーことサミュエル・スターンズ博士の協力で体質の治療を受けるも、三度現れた特殊部隊の一員エミル・ブロンスキーがブルースの血液サンプルの効果でアボミネーションと化し、ハーレムで暴れたため、ブルースはハルクに変身して対決。結果治療は失敗に終わり、アボミネーションに勝ったブルース/ハルクは失踪する。

『アイアンマン2』
- トニーはアーク・リアクターのパラジウムによる毒素に身体を蝕まれるも、ニューヨークのフラッシング・メドウズ・コロナ・パークで“スターク・エキスポ”を開催。同時期にスターク社ではトニーの秘書のペッパー・ポッツが新CEOに就任し、S.H.I.E.L.D.のエージェントのナターシャ・ロマノフ/ブラック・ウィドウがトニーの適性検査のため、彼の下に潜入する。
- モナコグランプリ会場での戦い：モナコグランプリ会場で、ヴァンコが完成した“ウィップラッシュ・アーマー マーク1”を用いてトニーを襲撃するが、返り討ちに遭い一時逮捕される。
- スターク邸での乱闘：スターク邸で自棄を起こして泥酔したトニーとジェームズ・"ローディ"・ローズが対決。ローディが勝利し、アイアンマン・アーマー マーク2を没収する。
- “ハマー・インダストリーズ”CEOのジャスティン・ハマーの手引きでヴァンコが脱走。ヴァンコはハマーを利用し“ハマー・ドローン”と“ウィップラッシュ・アーマー マーク2”を開発する。
- スターク・エキスポ会場での戦い：フューリーの手助けで身体の問題を解決し、ヴァンコの暗躍を知ったトニーは、エキスポ会場に駆けつけると、ハマー・ドローンと共に暴走してしまったローディ/ウォーマシンをナターシャの協力で止め、ウィップラッシュ・アーマー マーク2を装着して決戦を仕掛けてきたヴァンコを、ローディとの共闘で倒し、ハマーも逮捕される。また、この際の騒動でトニーと幼少期のピーター・パーカーが遭遇する。

『ハンマー墜落現場へ向かう途中での出来事』
- ニューメキシコ州アルバカーキに向かっていたコールソンはその途中、“ロクソン・ガソリンスタンド”に立ち寄り、自動車の給油をしながらスタンド内の売店で菓子を購入しようとするが、店員に金を出すことを要求する強盗2人組に遭遇する。コールソンは自分の自動車のキーと銃を手放して強盗2人組の注意を自分に向けさせると共に、見事な機転で強盗2人を倒す。そして店員に金を払って後始末を任せ、給油も完了したところでその場を去る。

『マイティ・ソー』
- アスガルドの戴冠式中断〜ヨトゥンヘイムの戦い：アスガルドで王位継承の戴冠式が催されるが、氷の巨人群の干渉で中断され、これに激怒したソーは、ロキや戦友たちを伴ってヨトゥンヘイムを襲撃。巨人群と乱闘してしまい追い込まれるも、オーディンがソーたちを連れ去ったことで難を逃れる。
  - ソー追放：オーディンに自身の行いを非難されたソーがパワーを失ってアスガルドを追放され、地球のニューメキシコ州に降り立ち、天文学者のジェーン・フォスターたちと出会う。
  - ベース・キャンプでの戦い：ニューメキシコの砂漠でコールソンが“ムジョルニア”を発見。その研究のためにベース・キャンプを構え、そこに乗り込んだソーは立ちはだかった兵士たちを次々に薙ぎ倒すも、ムジョルニアの回収に失敗。この時、S.H.I.E.L.D.のエージェントのクリント・バートン/ホークアイもソーの捕獲任務に参加する。
  - プエンテ・アンティグオでの戦い：自身の出自を知ったロキがアスガルドの支配を企み、ソー抹殺のために“デストロイヤー”をニューメキシコの“プエンテ・アンティグオ”へ送り込むが、パワーとムジョルニアを取り戻したソーに破壊される。
  - ビフレスト破壊〜ロキ逃亡：アスガルドに帰還したソーは、ヨトゥンヘイム攻撃を巡ってロキと対決。戦いの末、ソーはヨトゥンヘイム攻撃に利用された“ビフレスト”を止むを得ず破壊。ロキは宇宙の彼方へ逃亡する。

『相談役』
- ロスの監視下に置かれたブロンスキー/アボミネーションをアベンジャーズ計画に加えようと提案された事態を受けて、フューリーの指示でコールソンとシットウェルはアボミネーション参加阻止に乗り出し、彼らの代わりにS.H.I.E.L.D.の相談役となったトニーがロスと交渉。アボミネーションの計画参入は却下される。
- フューリーはトニーをS.H.I.E.L.D.の“相談役”に登用する。

『ファルコン&ウィンターソルジャー』
- ジョン・ウォーカーがアメリカ陸軍士官学校を卒業。

2011年
| 「                                                                               | あなたは眠っていたんだ、キャプテン。ほぼ70年もの間。 | 」 |
| —ニック・フューリー（『キャプテン・アメリカ/ザ・ファースト・アベンジャー』より） |                                                      |    |

『キャプテン・アメリカ/ザ・ファースト・アベンジャー』
- 伝説の英雄の復活：北極海の氷の中から冷凍睡眠状態で発見されたスティーブ・ロジャースをS.H.I.E.L.D.が回収。これによりスティーブは、およそ70年の眠りから目覚める。

2012年
2012年は、アベンジャーズの結成及びチタウリのニューヨーク襲来が発生し、主にそれに伴う事件が多発している。また、アベンジャーズの結成という節目であるため、作中ではこの年を起点として「～年前」「～年後」という記述がみられる。
『アベンジャーズ』
- ロキがサノスからスペース・ストーンの回収を指示され、武器として“マインド・ストーン”が内包された“セプター”を託す。
- P.E.G.U.S.U.S.計画失敗 - ロキ降臨：ロキが“サンクチュアリ”からテッセラクトを活性化、ワームホールを開き地球のNASAの研究施設に出現。エリック・セルヴィグ博士とクリントを操り、テッセラクトを奪う。この出来事から、研究施設が壊滅したためP.E.G.U.S.U.S.計画は失敗に終わる。
- ナターシャがブルースを、コールソンがトニーを、フューリーがスティーブをそれぞれ誘い、ロキの捕獲に乗り出す。
- シュトゥットガルトの戦闘 - ソー再臨：ロキがシュトゥットガルトに襲来、テッセラクトを安定化させるイリジウムをクリントに盗ませる。これに呼応しスティーブとトニーがロキに挑み、相手を降伏させる。しかし輸送中にアスガルドから再臨したソーが襲撃し、ロキを奪取、三つ巴の戦いになるが、一時休戦しロキの身柄はS.H.I.E.L.D.に預けられる。
- ヘリキャリア襲撃 - アベンジャーズ・アッセンブル：クリントがロキを輸送中の“ヘリキャリア”を襲撃。ロキはヒーローたちの瓦解を企み、ソーを罠にかけコールソンを殺害して逃走。ナターシャの荒療治と看護でクリントが正気を取り戻し、コールソンの死とフューリーの呼びかけによりアベンジャーズが団結する。
- ニューヨーク決戦：ロキがニューヨークでセルヴィグを利用し、テッセラクトを用いてワームホールを発生させる。そこからチタウリが襲来し、駆けつけたアベンジャーズが応戦。ヒーローたちが活躍する中、“世界安全保障委員会”の決定により、ニューヨークに核ミサイルが発射されるも、トニーが決死の行動によりミサイルを宇宙空間へ放逐。チタウリの軍艦を破壊し、ワームホールもナターシャと正気に戻ったセルヴィグによって閉じられたことでチタウリは全滅し、都市に甚大な被害を出したものの、アベンジャーズの勝利で戦いは終わる。

- ニューヨーク決戦の最中、ケイト・ビショップがクリントに命を救われる。

『アベンジャーズ/エンドゲーム』
- タイム・ストーン入手：この時代にタイムトラベルした2023年のブルースがエンシェント・ワンとの交渉の末、すべてのストーンの返還を条件にタイム・ストーンを譲り受ける。
- マインド・ストーン奪取：この時代にタイムトラベルした2023年のトニー、スティーブ、スコット・ラング/アントマンがセプターとテッセラクトの回収に向かうが、ハルクの介入、ロキがテッセラクトを奪い逃走し失敗に終わる。スティーブは過去の自分と戦った末、セプターを奪取する。結果、スコットはセプターを持って2023年に帰還し、トニーとスティーブはテッセラクトとピム粒子を求め更に1970年へとタイムトラベルする。
- スティーブが2つのストーンを返還する。

『アベンジャーズ』
- ソーがロキとテッセラクトをアスガルドへ移送する。セプターはS.H.I.E.L.D.が管理することになる。

- ジ・アザーが地球でのことをサノスに報告する。サノスが、アベンジャーズの存在を知る。

『アイテム47』
- クレア・ワイズとベニー・ポラックのカップルが、偶然入手した“アイテム47（チタウリのキャノン砲）”を使って連続銀行強盗に乗り出したが、S.H.I.E.L.D.エージェントのジャスパー・シットウェルに身柄を確保され、S.H.I.E.L.D.の職員に登用される。

『スパイダーマン:ホームカミング』
- エイドリアン・トゥームスの会社がチタウリの残骸撤去を請け負うが、“ダメージ・コントロール局”から一方的に退去を告げられる。

『アントマン』
- スコットが“ヴィスタコープ”の不正を暴き、顧客に不正に得た400万ドルを返還。社長のベントレーをプールに沈めるも、窃盗罪で有罪判決を受け服役する。

『アイアンマン3』
- トニーが不眠症やパニック障害を患い、アーマー依存症になる。
- キリアンの一味の実験で“エクストリミス”を投与された人物による爆死事件が続発。キリアンはこれを“マンダリン”の爆破テロに偽装する。
- スターク邸崩壊：親友のハッピー・ホーガンを爆破事件で傷付けられたトニーは、テレビを通してマンダリンを挑発してしまい、これが遠因となってキリアンの手先に襲撃される。その結果、トニーとペッパーは難を逃れたものの、敵の攻撃でスターク邸が完全に大破する。
- ローズヒルの戦い：テネシー州の“ローズヒル”に流れ着いたトニーは、“エクストリミス・ソルジャー”であるエレン・ブラントとエリック・サヴィンの襲撃を受けるが、アイアンマン・アーマー無しの状態でもブラントを倒し、サヴィンも撃退する。トニーと離ればなれとなったペッパーは、キリアンらにエクストリミスを投与されてしまう。
- マシュー・エリス拉致〜マンダリンの拠点とエアフォースワンでの戦い：ローディから奪った“アイアン・パトリオットを悪用したサヴィンによって大統領のマシュー・エリスがエアフォースワンから拐われる。マンダリンの拠点に辿り着いたトニーは一時捕縛されるも、キリアンの手下らに反撃し、サヴィンも打倒して、空中に放り出されたエアフォースワンの乗員を全て救出する。
- フロリダ沖の戦い：合流したトニーとローディは、フロリダ沖でペッパーとエリスを捕らえたキリアン及びエクストリミス・ソルジャーへの総攻撃を開始。ローディはエリスを救出し、トニーと戦うキリアンはエクストリミスに適応したペッパーによって倒される。
- トニーが開発したアーマー全てを破棄し、患っていた症状も全て回復。ペッパーも投与されたエクストリミスをトニーが開発した解薬剤によって中和され常人に戻る。そしてトニーは心臓手術を受け、刺さったままだったミサイルの破片を取り除かれたことで、ペースメーカー代わりのアーク・リアクターを捨て去る。

『王は俺だ』
- アルドリッチ・キリアンに加担した罪による逮捕後、“シーゲート刑務所”へ収監されたスラッタリーは、見下す者もいるものの、ハーマンをはじめとする複数の囚人たちから持て囃され、好待遇的な独房に入るなどいい気になり、接触してきたノリスの取材を数回受け、彼を呆れさせる日々を送っていた。そして最後のインタビューの際にスラッタリーは、自身のテレビドラマデビュー作や亡き母親に関することなどの前歴を話すが、一段落着いたところでノリスは自らがテン・リングスの一員であることを明かして、警備員とハーマンを殺害。スラッタリーの身柄を確保したノリスは、彼を連れ出す手配を始めると、刑務所の敷地内に銃声とヘリのローター音が鳴り響く。

2013年
『アイアンマン3』
- トニーがキリアンに関する事件の顛末をブルースに話す。

『デアデビル』シーズン1
- ネルソン&マットがランドマン&ザックの誘いを断り法律事務所を自ら立ち上げることを決める。
- デアデビルの始まり：マットが自警団として初めて戦闘を行う。

『マイティ・ソー/ダーク・ワールド』
- 惑星直列が始まり、九つの各世界で世界同士をつなぐ境目が形成されはじめる。セルヴィグがこれを検出し、独自に活動する。
- ヴァナヘイムの戦い：ソーが“ヴァナヘイム”に到着。アスガルド軍と共に騒動の鎮圧に奮戦し、“マローダーズ”を降伏させる。
- セルヴィグがマインド・ストーンによる精神異常を発症、ストーンヘンジの周囲を全裸で走り回り逮捕される。
- エーテルとの接触：ヘイムダルがジェーンを見失う。惑星直列の影響でジェーンはアスガルドの奥深くに安置されたエーテルに接触、取り込まれてしまう。5時間後に再度転移するが、この間にジェーンを探すソーが再び地球を訪れ、ジェーンをアスガルドへ連れていく。

『アベンジャーズ/エンドゲーム』
- リアリティ・ストーン奪取：この時代にタイムトラベルしたソーとロケットがアスガルドを訪れ、ジェーンからエーテルを吸引回収する。ソーはこの時代のフリッガと対話後、ムジョルニアを回収して2023年へ帰る。
- スティーブがエーテルとムジョルニアを返還する。

『マイティ・ソー/ダーク・ワールド』
- ダーク・エルフのアスガルド侵攻：ダーク・エルフのマレキスが目覚め、エーテルを追って腹心のアルグリムをアスガルドに送り込む。アルグリムは囚人を次々に解放し、エーテルを宿したジェーンを狙うがフリッガに阻止され失敗。フリッガを殺害する。
- ソーがロキを解放し、ジェーンも連れてスヴァルトアールヴヘイムを訪れる。
- 第二次スヴァルトアールヴヘイムの戦い：ソーとロキはマレキスを逆に利用し、ジェーンからエーテルを分離させたものの、エーテルの破壊に失敗、マレキスに奪われてしまう。この戦いでロキがアルグリムとの相討ちを利用して、自身の死亡を偽装する。
- セルヴィグが釈放され、ダーシー・ルイスとイアン・ブースビーに出迎えられる。
- グリニッジの戦い：エーテルの力と惑星直列の影響を利用して野望達成を狙うマレキスらがグリニッジに出現。立ち向かうソーは、テレポートしつつの戦いの末、ジェーンたちの協力を得てマレキスと宇宙船をスヴァルトアールヴヘイムに追い返す。その結果マレキスは、宇宙船の下敷きとなって死亡。ソーはエーテルを回収しアスガルドへ帰還する。
- シフとヴォルスタッグが採掘コロニー“ノーウェア”を訪れ、タニリーア・ティヴァン/コレクターにエーテルを預ける。
- ロキが密かにオーディンを地球へ追放し、自身がオーディンに擬態。ソーはそれに気付かないまま、王位継承の辞退とジェーンと暮らすことをオーディン（ロキ）に告げてアスガルドを去り、地球に帰化する。

2014年
| 「 | これからはスパイの時代ではない。ヒーローの時代でもない。これからは奇跡の時代だ、ドクター。奇跡よりも恐ろしいものはない。 | 」 |
| — ドクター・リストに対して、バロン・ストラッカー（『キャプテン・アメリカ/ウィンター・ソルジャー』より） | |    |

2014年は、これまで息をひそめていたヒドラの一斉蜂起、およびS.H.I.E.L.D.の崩壊と長官フューリーの（表向きの）死など、それまでの世界が一変する事件が起きている。
『キャプテン・アメリカ/ウィンター・ソルジャー』
- サム・ウィルソンとスティーブが出会う。
- レムリア・スター奪還：スティーブとナターシャがブロック・ラムロウ率いるS.H.I.E.L.D.の特殊部隊“S.T.R.I.K.E.”と共闘、海賊にシージャックされたS.H.I.E.L.D.の船舶“レムリア・スター”を奪還する。
- “トリスケリオン”でスティーブがフューリーから3機の“インサイト・ヘリキャリア”を見せられ、“インサイト計画”に関する説明を受ける。
- フューリー襲撃：フューリーがピアースと会談後、ウィンター・ソルジャーの襲撃を受ける。これにより、フューリーのステータスがDECEASED（死亡）に上書きされる。
- キャプテン・アメリカ追跡：ピアースによって裏切り者の汚名を着せられたスティーブをS.T.R.I.K.E.が追跡。スティーブはナターシャと共に逃走する。
- キャンプ・リーハイでスティーブとナターシャがゾラの頭脳データと対話する。S.H.I.E.L.D.が創設の段階でヒドラに蝕まれていたことが判明、直後にS.H.I.E.L.D.（ヒドラ）からのミサイル攻撃を受ける。
- ワシントンD.C.の戦い：スティーブとナターシャがサムのウィングパックを奪取、サム/ファルコンと共闘しヒドラの一員であるシットウェルを捕らえる。インサイト計画の真実を吐かせるも即座にウィンター・ソルジャーの襲撃を受け、彼の正体が旧友バッキーであることをスティーブが知る。
- マリア・ヒルがスティーブ、ナターシャ、サムを救い出し、フューリーの生存を知らせる。フューリーはスティーブたちにインサイト計画阻止を提案し託す。
- S.H.I.E.L.D.本部トリスケリオンの戦い：ピアースが世界安全保障理事会役員をトリスケリオンに招待し、インサイト計画を開始しようとする。スティーブがこれを襲撃し、ナターシャ、サム、マリアとの共同作戦により制圧に成功。ヒドラとの戦いが開始される。
- トリスケリオン崩落〜S.H.I.E.L.D.壊滅：ナターシャはS.H.I.E.L.D.とヒドラの内部機密を暗号化して全世界に発信し、フューリーがピアースを射殺、サムとマリアのサポートを得たスティーブはウィンター・ソルジャーとの激闘の末、3機のヘリキャリアを無力化し、それらをトリスケリオンにぶつけ破壊することに成功。インサイト計画は阻止されたが、同時期に世界各地のヒドラの構成員の一斉蜂起により、S.H.I.E.L.D.が壊滅する。
- ウィンター・ソルジャー（バッキー）が過去の記憶を思い出し、スティーブをポトマック川から救い出す。
- 今回の一件から、マリアはスターク社に転職し、ナターシャやフューリーは一時行方を晦まして、スティーブはサムと共にバッキーの捜索に出ることを決める。

『アベンジャーズ/エンドゲーム』
- パワー・ストーン入手：この時代の惑星“モラグ”にタイムトラベルした2023年のローディとネビュラがクイルを気絶させ、“パワー・ストーン”を内包する“オーブ”を回収する。ローディは2023年に帰還するがネビュラが帰還に失敗し、サノスに捕らわれる。
- ソウル・ストーン入手：ローディらと共にタイムトラベルしたクリントとナターシャが惑星“ヴォーミア”を訪れる。ナターシャの自己犠牲によって“ソウル・ストーン”を入手したクリントは、このことを気に病みながら2023年に帰還する。
- サノスがネビュラ（2023年）から情報を抜き取り、未来にネビュラ（2014年）を送り込む。そしてタイムトラベル理論を確立させると、自らの群勢を引き連れて2023年へ向かう。
- スティーブが2つのストーンを返還する。

『ガーディアンズ・オブ・ギャラクシー』
- モラグの戦い：ピーター・クイル/スター・ロードがモラグで、居合わせたコラス・ザ・パーサーらを振り切り、オーブを奪取。
- ザンダーの騒動〜キルン刑務所脱獄：惑星“ザンダーでオーブを巡る騒動を起こしたクイル、ガモーラ、ロケット、グルートが逮捕され、“キルン刑務所に収監されるが、彼らは大金の山分けを目的に結託。先に収監されていたドラックスも巻き込み、刑務所内での乱闘の末、オーブを取り戻して脱獄する。
- ノーウェアの戦闘：ノーウェアでクイル一行は、ティヴァンにオーブ売却を交渉するが、中身のパワー・ストーンの力を知ったティヴァンの使用人のカリーナの謀反でストーンが暴発。サノスの指示でオーブを追っていたロナン・ジ・アキューザーらも現れ、彼らにストーンを奪われる。
- ザンダーの戦い：ロナンがサノスに反旗を翻し、ザンダーへの攻撃を開始。クイル一行は、ヨンドゥ率いるラヴェジャーズや“ノバ軍警察”と連携し、ロナンらとの大規模戦闘を開始する。その最中、ロナンらにも損害を与えたものの、ノバ軍に多数の犠牲が発生し、グルートもクイルたちを救って命を落とす。だがクイルたちはパワー・ストーンを奪取。ストーンの力でロナンを消滅させ、ザンダーを救う。
- ノバ軍によってこれまでの罪が帳消しとなったクイル一行はガーディアンズ・オブ・ギャラクシーを結成。新たな旅へと出かける。それと同時に、グルートが遺した苗木が、ベビー・グルートとなる。

『アイ・アム・グルート』シーズン1
『ガーディアンズ・オブ・ギャラクシー: リミックス』
- ソヴリンの戦い：ガーディアンズ・オブ・ギャラクシーが惑星“ソヴリン”の女王アイーシャの依頼を受け、宇宙怪獣“アビリスク”のバッテリー奪取阻止を達成。報酬として、ザンダーでの戦いの後に行方を晦ましていたネビュラの身柄がガーディアンズに渡る。
- ソヴリン艦隊襲撃〜父子の再会：ロケットがソヴリンのバッテリーを盗んだことで、ガーディアンズがソヴリン艦隊の追跡を受け窮地に陥る。だが、そこに現れたエゴに救われ、クイルは実父との再会を果たし、ガモーラやドラックスと共にエゴの星に向かう。
- ベアハートの戦い〜ラヴェジャーズの内紛：ロケットたちが残る惑星“ベアハート”に、アイーシャの依頼を引き受けたヨンドゥらが降り立ち、戦闘が発生するが、ヨンドゥに不満を抱えていたテイザーフェイスらの反乱とネビュラの不意打ちにより、ロケットとベビー・グルートはヨンドゥと共に捕縛される。
- ラヴェジャーズ討伐：ロケットからクイルとエゴが再会したことを知ったヨンドゥは、ロケットとベビー・グルート、そして改心した側近のクラグリン・オブフォンテリと組んでテイザーフェイスらに逆襲し、討。伐する。そして一行は、クイルを救うためにエゴの星に向かう。
- エゴの星に現れたネビュラとガモーラが和解。クイルがエゴと父子として触れ合いながら彼に傾倒しかける傍らで、エゴの従者のマンティスからエゴの目的が露呈する。
- エゴの星の戦い：メレディスの死因を生んだのはエゴであることを知ったクイルは、父と決別。エゴがクイルを取り込んで“拡張”しようとするも、ガーディアンズとマンティス、ヨンドゥ及びネビュラは苦戦の末、ソヴリン艦隊の更なる追撃やエゴの猛攻を凌ぎ切って、エゴの星を爆破することに成功。
- ヨンドゥの最期と葬儀：ヨンドゥがクイルを救い絶命。“ヤカの矢”と“フィン”がクラグリンに遺贈され、ネビュラはガモーラに見送られ、一行を離脱。マンティスはガーディアンズに加入。その直後にラヴェジャーズ全隊に催された葬儀にガーディアンズも参列する。
- アイーシャが“アダム”を創造。ガーディアンズへの復讐を誓う。

『アイ・アム・グルート』シーズン2
2015年
2015年は、前年のS.H.I.E.L.D.崩壊に加えアベンジャーズとウルトロンの戦いが起き、そしてこの年から、サノスが自ら動き出すことを決意する。
『デアデビル』シーズン1
- マットとネルソンが"ネルソン&マードック法律事務所"を開業。
- カレン・ペイジとネルソン&マードックが契約を結ぶ。
- マットが"黒覆面の男"・"ヘルズ・キッチンの悪魔"と呼ばれるようになる。
- ウィルソン・フィスク/キングピンがマダム・ガオ、ノブ・ヨシオカ、リランド・オウズレイと密会。
- スティックがマットと再会。
- マットがヨシオカを倒す。
- パニッシャーの誕生： フランク・キャッスルが家族と再会するも、ギャングの抗争に巻き込まれ妻子を失う。

『アベンジャーズ/エイジ・オブ・ウルトロン』
- バロン・ストラッカーのヒドラ研究施設攻撃：アベンジャーズがソコヴィアにあるストラッカーの基地を襲撃。クリントが負傷するも、アベンジャーズはストラッカーを捕縛し、セプターの回収に成功する。
- ワンダのテレパシーに翻弄されたトニーは、ブルースと共にセプターの内部のプログラムを解析し、“ウルトロン”と名付ける。
- アベンジャーズ・タワー攻撃：“アベンジャーズ・タワー”で覚醒したウルトロンが“J.A.R.V.I.S.”を攻撃し、アベンジャーズを襲撃。セプターを持って逃走。
- ウルトロンがマキシモフ兄妹に接触。2人を味方につけ、ストラッカーを殺害。
- チャーチルの戦い：ウルトロンが南アフリカの“チャーチル”でユリシーズ・クロウと交渉し、ヴィブラニウムを手に入れる。直後にアベンジャーズが急襲するも、ワンダのテレパシーでクリントとトニーを除く全員が精神的なダメージを受ける。
- ヨハネスブルグの乱闘：正気を失ったハルクがヨハネスブルグで暴走。トニーはハルクバスターを用いて鎮圧するも、アベンジャーズは民衆の支持を大きく失ってしまう。
- アベンジャーズが傷を癒すためにクリントの自宅農場を訪れる。
- ウルトロンがセプターからマインド・ストーンを取り出し、ヘレン・チョに造らせた新たな人工肉体の額に嵌めこむ。
- ソウルの戦い：ソウルでスティーブ、ナターシャ、クリントがウルトロンを襲撃。ウルトロンの人類滅亡計画を知ったマキシモフ兄妹が反旗を翻し、人工肉体を奪取。引き換えにナターシャが捕らわれる。
- ソーが“ノルンの洞察の泉”に浸かり、インフィニティ・ストーンに関するヴィジョンを見る。
- ヴィジョンの誕生：トニーとブルースの手で奪取した人工肉体にJ.A.R.V.I.S.が搭載され、スティーブとマキシモフ兄妹の攻撃で一時中断するも、突如現れたソーの電撃でヴィジョンが誕生。
- ソコヴィアの戦い：アベンジャーズがソコヴィアでウルトロンとの決戦に挑む。ウルトロンはソコヴィアの首都を宙に浮かせ、落下させることで地球全体に絶滅規模のダメージを与えようと目論み、アベンジャーズはウルトロン軍団と戦いながら、ヘリキャリアを用いるフューリーたちと協力して市民の救出に尽力。その最中ピエトロがクリントたちを救って犠牲になるも、ウルトロン軍団は全滅。この戦闘中に、ウルトロンから取り返した“クインジェット”に乗ったハルクが失踪。また、ソコヴィア人のヘルムート・ジモ大佐の家族が戦闘に巻き込まれ死亡。ジモはアベンジャーズへの復讐を誓う。
- クリントは家族と過ごすことを望み、ソーはインフィニティ・ストーン探しに、トニーはウルトロンによる被害の贖罪のためにそれぞれアベンジャーズを一時離脱し、ローディ、サム、ヴィジョン、ワンダがアベンジャーズの正式な一員となる。
- サノスが“ニダベリア”の“ドワーフ”たちに作らせた“インフィニティ・ガントレット”を嵌め、自らインフィニティ・ストーンの捜索を開始。
- サノスが、エイトリ以外のドワーフを殺害する。

『アントマン』
- スコットがサン・クエンティン刑務所を出所。再就職するも解雇され、窃盗の道に戻ってしまう。
- “ピム・テック”CEOのダレン・クロスによって、ピム粒子を元にした“クロス粒子”が完成。これに伴い、ダレンは“イエロージャケット”を開発する。
- ピム邸潜入〜アントマン（2代目）登場：スコットは潜入したピム邸で大金の代わりにアントマン・スーツを盗み、これを念密に計画していたピムがスコットに接触、スコットをアントマン（2代目）に指名。ピムとホープ・ヴァン・ダインがスコットの育成を図る。
- アベンジャーズ・コンパウンドの戦闘：ピムの指示でスコットが“アベンジャーズ・コンパウンド”敷地内に侵入、駆け付けたサムとの戦闘になる。スコットはサムを翻弄し、目的の“信号デコイ”奪取に成功して撤退する。
- ピム・テック本社への侵入：ピム父娘とスコットは、ルイスたちもイエロージャケット奪取作戦に参加させ、一同はイエロージャケットの披露会が催されるピム・テック本社屋に侵入。イエロージャケットの奪取には失敗するも、スコットはクロス粒子をデータと本社屋もろとも消滅させる
- パクストン家の戦い：スコットとダレンがジム・パクストンの自宅での決戦に挑む。戦いの末、イエロージャケットの大破によってダレンは滅び去り、スコットは一時量子世界に落ち込む。だがスコットは、スーツの調整器にディスクを装填する機転で量子世界より帰還する。
- サムがスコットを調査する。
- 量子世界からの帰還の成功を確信したピムが、ジャネット救出の一環として“ワスプ・スーツ”をホープに与える。

『スパイダーマン：ホームカミング プレリュード』
- ピーター・パーカーが放射能を浴びたクモに噛まれ、スパイダーマンとしての超人的な力を手に入れる。

2016年
| 「                                                               | この4年、君たちは誰の監視も受けずにきた。だが各国政府はこれ以上黙っていない。その対応策がこれだ。ソコヴィア協定。117の国が同意した。今後、アベンジャーズは民間団体ではなくなる。代わりにー、国連委員会の監視下に置かれー、委員会が認めたときに限り出動することになる。 | 」 |
| —サディアス・ロス（『シビル・ウォー/キャプテン・アメリカ』より） | |    |

2016年は、前年までに起きた事件及び超人の増加に伴い“ソコヴィア協定”の実現へと発展。アベンジャーズの内部崩壊にはじまり、後半はスパイダーマンやブラックパンサーが公の場で活動し始め、ドクター・ストレンジが魔術師に転身するなど、新世代のヒーローたちが次々に登場する。
『ドクター・ストレンジ』
- カエシリウスの反逆：カエシリウスが数人の魔術師らと“マスターズ・オブ・ミスティック・アーツ”を離反し、“ゼロッツ”を結成。“カリオストロの儀式”のページを奪って、エンシェント・ワンの追撃を振り切る。
- ストレンジ負傷：天才外科医のスティーヴン・ストレンジが交通事故に遭い、重傷を負った両手の精密性を失う。

『ザ・ディフェンダーズ』
『シビル・ウォー/キャプテン・アメリカ』
- ラゴスの戦い：アベンジャーズが武器商人クロスボーンズとなったラムロウの居所を捕捉し、ラゴスで激突。戦闘の末に、ラムロウの自爆の巻き添えでワカンダの親善師団が多数犠牲になる。
- この頃、ピーター/スパイダーマンの映像がYouTube上に流れる。
- トニーがマサチューセッツ工科大学で、“B.A.R.F.”と“セプテンバー資金奨学金”について演説する。
- 国連によってソコヴィア協定が立ち上げられる。
- アベンジャーズが国務長官となったロスによって、ソコヴィア協定への恭順を迫られ、アベンジャーズは賛成（トニー）派と反対（スティーブ）派に分かれる。
- マーガレット・“ペギー”・カーター、永眠：ペギーが帰らぬ人となる。
- ジモがヴァシリー・カルポフを襲撃。シベリア基地とウィンター・ソルジャーの情報を得る。
- ペギーの葬儀が行われ、スティーブやサムに加え、インサイト計画の一件でスティーブたちと交流した元S.H.I.E.L.D.エージェントのシャロン・カーターも参列。シャロンは、自らがペギーの姪孫であることを明かす。
- ソコヴィア協定の署名式で爆破テロが発生。ワカンダのティ・チャカ国王が死亡。テロ実行の嫌疑がかかったバッキーが指名手配に。
- スティーブがバッキーに接触。直後にGSG-9とティ・チャラ/ブラックパンサーの急襲を受け、スティーブ、サム、バッキーが拘束される。
- ジモがバッキーを洗脳し逃走。バッキーはヒーローたちと激突した後、スティーブと行動を共にする。
- トニーはピーターを、ナターシャはティ・チャラをそれぞれスカウト。
- クリントがワンダとスコットを連れてスティーブたちに合流。
- シビル・ウォー - アベンジャーズの崩壊：ローディとヴィジョンはトニーたちに加勢し、トニーとスティーブが完全に決別。ライプツィヒ・ハレ空港におけるヒーロー同士の戦いの末、ローディが重傷を負い、サム、スコット、ワンダ、クリントが拘束される。スティーブとバッキーがジモを追いシベリアへ。ナターシャは、スティーブたちの逃走を手助けしたことから協定違反者となり、失踪する。
- “ラフト刑務所”に収監されたサムからの情報を受けて、トニーが単身スティーブを追いシベリアへ飛ぶ。
- シベリア基地の死闘：ジモの策でトニーが自身の両親の死の真相を知る。これにより、トニーとスティーブ、バッキーは死闘を繰り広げてしまい、その結果、スティーブは戦闘不能となったトニーに盾を残し、バッキーを連れて行方を晦ます。
- トニーたちの死闘の傍らで、ジモがティ・チャラに身柄を確保され、“対テロ共同対策本部”に拘束される。
- トニーはピーターにスパイダーマンのハイテク・スーツを譲渡して帰宅させる。

『ブラック・ウィドウ』
- “レッドルーム”の“ウィドウ”となっていたエレーナが、モロッコで洗脳を解かれて離反する。
- ノルウェーの戦い：当局の追跡を逃れてノルウェーで潜伏生活を始めたナターシャは、レッドルームからの刺客であるタスクマスターの奇襲を受けて応戦。フィヨルドに落とされて難を逃れる。
- ブダペストでの追跡戦：ナターシャは襲撃された理由を求めてブダペストに赴き、エレーナと再会。乱闘となった後、暗殺したと思っていたドレイコフとレッドルームが未だに健在であると聞かされると、現れたウィドウズやタスクマスターを市内での激しい追跡戦の末に撒き、ドレイコフ抹殺とレッドルーム壊滅を決意する。
- アレクセイ脱獄〜偽装家族の再会：ナターシャとエレーナは、レッドルーム本部の所在の手がかりを探すため、“セブンス・サークル・プリズン”で脱獄させたアレクセイを連れ出し、サンクトペテルブルク郊外にいるメリーナとも再会。紆余曲折の末に一同は、メリーナの通報で駆けつけたタスクマスターらによって空中に浮かぶ本部へ連行される。
- レッドルーム本部決戦：本部に連行されたナターシャたち一同は、事前に立てていたレッドルーム壊滅計画で本部内のウィドウズの洗脳を解き、追い詰めたドレイコフの抹殺に成功。そして本部の崩壊と共にナターシャは、タスクマスター（アントニア・ドレイコフ）も洗脳から解放し、彼女の保護と世界中に潜伏する全ウィドウの救出をエレーナたちに託し、皆をそこから離脱させて、駆け付けた当局の部隊と対峙する。
- ナターシャは当局を振り切った2週間後に、リック・メイソンから提供されたクインジェットに搭乗して、スティーブたちとの再会のために飛び立つ。

『シビル・ウォー/キャプテン・アメリカ』
- ラフト刑務所からの脱出〜ワカンダへの亡命：スティーブとナターシャがラフト刑務所を襲撃、収監されていたサム、クリント、ワンダ、スコットを解放。トニーはスティーブからの手紙と携帯電話を受け取り、バッキーは洗脳解除のため、スティーブの依頼を受けたティ・チャラの計らいによって、ワカンダでコールドスリープに入る。

『ブラックパンサー』
- ナキア救出：ティ・チャラがスパイ活動中のナキアを救出。ナキアにワカンダへの帰国と前国王の葬儀への参加を依頼。
- グレートブリテン博物館強盗事件：エリック・"キルモンガー"・スティーブンズとクロウのチームがグレートブリテン博物館で強盗を決行。多数の死者を出し、クロウがヴィブラニウムを強奪する。
- ティ・チャラが王位継承の儀式で挑戦者エムバクを破り国王に即位する。
- ティ・チャラがクロウの捕縛のため釜山に移動。CIAのエヴェレット・ロス捜査官と再会を果たす。
- ユリシーズ・クロウ逮捕劇：クロウ一味を追い、ティ・チャラ一行とCIAが共同戦線を展開。クロウを拘束することに成功する。
- 捕縛されたクロウをキルモンガーが奪還、離脱する。エヴェレットがナキアをかばい重傷を負ったため、ティ・チャラがエヴェレットをワカンダに移送し治療させる。
- キルモンガーがクロウを殺害。亡骸を手土産にワカンダへの凱旋を図る。
- ウンジャダカ/エリック・キルモンガー王の誕生：ウカビを懐柔したキルモンガーがティ・チャラの前で自身の本名と出自を語り、王位継承権を行使。儀式でズリを殺害、ティ・チャラを破り、ワカンダの王に即位する。ハーブでブラックパンサーの力を得る。その後、ハーブを全て焼却させる。
- エムバクが瀕死のティ・チャラを保護。ハーブの力で再度ブラックパンサーの力を得たティ・チャラが蘇生し再起を図る。
- キルモンガーがワカンダ製の武器を同胞へ与え、全世界に戦争を仕掛けることを決定する。
- バシェンガの戦い：ティ・チャラがキルモンガーの前に現れ、決闘の再開を宣言。ティ・チャラと親衛隊“ドーラ・ミラージュ”、“ジャバリ族”にロスが加わり、キルモンガー派及び“ボーダー族”との戦いが勃発する。
- グランド・マウンドの決闘：ティ・チャラとキルモンガーがヴィブラニウム採掘場“グランド・マウンド”で決闘。ティ・チャラがこれを制し、キルモンガーが敗北を宣言。キルモンガーはティ・チャラに、自身の死後の処遇を頼みこの世を去る。
- 国王に復帰したティ・チャラがワカンダを開国することを宣言する。

『スパイダーマン:ホームカミング』
- クイーンズ・コミュニティ・バンクの強盗事件：アベンジャーズのヒーローたちを模した仮面をつけた強盗が銀行強盗を行う。ピーターが解決に尽力するが、チタウリの技術を用いた兵器の存在が露見する。
- ピーターは自身がスパイダーマンの正体であることを親友のネッド・リーズに知られる。
- バルチャーの一味の追跡：ピーターがリズ・トゥームスのパーティに参加。直後、バルチャーの一味による密売を発見し中断させる。最終的にバルチャーの急襲を受けて湖に落とされ、トニーに遠隔操作されたアイアンマン・アーマー マーク47に救われる。

『ドクター・ストレンジ』
- 両手の治療を断念したストレンジが、ジョナサン・パングボーンからの助言を元にカトマンズに赴き、出会った魔術師のモルドの案内で“カマー・タージ”に辿り着くとエンシェント・ワンに弟子入り。ウォンとも知り合う。

『スパイダーマン:ホームカミング』
- ピーターがワシントンD.C.へ移動。ネッドにハイテク・スーツのリミッターを解除させる。
- ダメージ・コントロール局のトラック襲撃：トゥームス/バルチャーがダメージ・コントロール局のトラックを急襲。ピーターは妨害するも痛み分けに終わり、ダメージ・コントロール局の倉庫に閉じ込められる。
- ワシントン記念塔の事故：ピーターは、チタウリのエナジー・コアの暴発でワシントン記念塔内のエレベーターに閉じ込められたミッドタウン高校の友人たちを救出する。
- フェリーの戦い：マック・ガーガンとバルチャー一味の取引にピーターが乱入。トゥームスも参戦した結果、武器から外れたチタウリのコアの暴発によってフェリーが真っ二つになってしまうが、トニーの活躍により沈没が阻止される。
- トニーがピーターからハイテク・スーツを没収する。
- トゥームスがピーターと接触。スパイダーマンの正体を掴む。
- スターク社輸送機ハイジャック〜コニー・アイランドの決闘：バルチャーがアベンジャーズ・タワーから飛び立ったステルス輸送機をハイジャック。これにピーターが応戦し、戦闘の末飛行機が墜落。バルチャーのスーツが暴発したためトゥームスが逃げ場を失い、ピーターの勝利に終わる
- トニーがスパイダーマンの新たなスーツをピーターに披露し、アベンジャーズ加入を勧奨するが、一時的に断られる。
- ピーターの元にハイテク・スーツが返される。

『ドクター・ストレンジ』
- ゼロッツがカリオストロの儀式を行い、ドルマムゥとのコンタクトを図る。
- ストレンジがエンシェント・ワンにエベレストに置き去りにされ、初めて“スリング・リング”を用いた移動に成功。

2017年
| 「                                               | バナー、聞け。ソコヴィアも、ウルトロンも、2年前の話だ。 | 」 |
| —ソー（「『マイティ・ソー バトルロイヤル』より） |                                                         |    |

2017年は、新たなヒーロー、ドクター・ストレンジの登場など、アベンジャーズ以外の存在にスポットが当てられている。また宇宙の様相も大きく変わっており、特にラグナロクの発生に伴いアスガルド関連の重要な存在が幾つも失われている。
『アイアン・フィスト』シーズン1
- 死んだと思われていたダニー・ランドが15年ぶりに姿を表す

『パニッシャー』シーズン1
『ドクター・ストレンジ』
- 魔術の修行に励むストレンジは、“アガモットの目”を開き、カエシリウスが奪った“カリオストロの書”の失われたページを一時的に復元させ、“暗黒次元”の存在を知る。
- サンクタム・サンクトラムの戦い：カエシリウスが“サンクタム・サンクトラム（ロンドン）”を破壊。続いてサンクタム・サンクトラム（ニューヨーク）も攻撃され、ストレンジが対峙。重傷を負うほど悪戦苦闘を強いられたものの、サンクタム・サンクトラム（ニューヨーク）を死守し、エンシェント・ワンから“マスター”の称号を与えられる。
- ミラー次元の戦い：“ミラー次元”の中で、ゼロッツとストレンジ、モルド、エンシェント・ワンの戦いが展開。その最中に、暗黒次元に通じていたことが発覚したエンシェント・ワンが、カエシリウスの手にかかり死亡。
- 香港の戦い：ゼロッツが香港を襲撃し、サンクタム・サンクトラム（香港）が破壊されたことで、現地に暗黒次元が出現。大規模の被害と犠牲者が出るが、直後にストレンジがアガモットの目の力で時間を巻き戻す。
- 暗黒次元の戦い：ストレンジはゼロッツとの戦いの途中に、暗黒次元に突入。タイム・ストーンを使った無限ループに閉じ込めたドルマムゥとの交渉に成功。その結果暗黒次元は、カエシリウスらゼロッツを吸い込んで消失。香港も平和が戻る。
- ストレンジはウォンから「インフィニティ・ストーンの1つであるタイム・ストーンが収められている」と教えられたアガモットの目を、カマー・タージのチェンバーに戻す。
- 魔術に対する失望からストレンジたちと袂を分かったモルドが魔術師の間引きを始め、パングボーンの魔力を奪う。

『マイティ・ソー バトルロイヤル』
- 解任されたヘイムダルの後任としてスカージがビフレストの門番となる。
- ムスペルヘイムからの脱出：インフィニティ・ストーン探索中のソーは、“ムスペルヘイム”でスルトに捕らえられ、“ラグナロク”について聞かされる。ソーはスルトを撃破して相手の冠を奪い、アスガルドに帰還する。
- オーディン永眠：ソーは目の前のオーディンがロキの擬態であると暴き、彼を連れて本物のオーディンを探すためニューヨークへ向かい、ストレンジと接触。ストレンジによってソーとロキはノルウェーのトンスベルグに導かれ、オーディンと再会。しかしそれも間も無くオーディンは、ソーとロキに遺言を残して帰らぬ人となる。
- ヘラ復活〜アスガルド包囲網：オーディンの消滅により、長年封印されていたヘラが解放されてソーとロキの前に出現。ムジョルニアを破壊されたソーとロキは、ビフレストで移動中にヘラの攻撃を受け、サカールへ飛ばされる。それと引き換えにヘラがアスガルドへの帰還を果たし、ウォリアーズ・スリーとアスガルド軍の殆どを殺害する。スカージがヘラの軍門に下り、エクスキューショナーとなる。
- ソーはサカールでヴァルキリーに捕らえられ、グランドマスターに売られる。ロキはグランドマスターと親しくなることに成功。
- バトルロイヤル：ソーはサカールに辿り着いて、グラディエーターとなっていたハルクと“バトルロイヤル”の対戦相手として再会。激闘後、ソーとの合流でハルクはブルースの姿と人格に戻る。
- ヘラが永遠なる炎の力で“フェンリス”や自身の軍隊を復活させ、アスガルドの大半を掌握する。
- ヘイムダルがビフレストの鍵となる“ホーフンド”を奪取し、民を守るべく奔走する。
- リベンジャーズ結成 - サカール脱出：ソー、ロキ、ヴァルキリー、ブルースがチーム“リベンジャーズ”を結成し、ロキも加勢させ、サカールからの脱出を図る。ロキは途中で裏切るも、ソーに見抜かれて失敗しサカールに取り残され、ソーたちはアスガルドへ向かう。
- オーディンの王宮の決闘〜ビフレストの戦い：アスガルドに帰還したソーとヘラが王宮で一騎打ちを行い、ヴァルキリーと再度ハルクに変身したブルースがビフレストでフェンリスに挑む。ソーはヘラに右目を奪われ圧倒されるが、“ヴァルハラ”にいるオーディンからの言葉で真の力に目覚めて反撃する。
- ラグナロク：ロキがサカールのグラディエーターたちを連れて帰還、ハルクはフェンリスを倒し、スカージもヘラを裏切り攻撃するが返り討ちにあい死亡。ソーはヘラを倒すためにラグナロクの実行を決断。ロキはテッセラクトを手に入れ、永遠なる炎を使いスルトを復活させる。ソー一行は民を宇宙船に乗せ脱出し、スルトの力でアスガルドもろともヘラが葬り去られ、同時にスルトも消滅。ラグナロクが完遂される。
- ソーがアスガルドの王に即位し、アスガルドの民全員で地球を目指す。

2018年
| 「                                                                                                   | いいや、違う。分かってないのは君だ。サノスのことは6年も前から頭の中にあった。奴がニューヨークに軍隊を送って以来ずっと。そして奴は戻って来た。なのに私は何をするべきか分からないんだ。 | 」 |
| —スティーヴン・ストレンジに対して、トニー・スターク（『アベンジャーズ/インフィニティ・ウォー』より） | |    |

2018年は、遂にサノスが自らの理念のもと、生命への救済を決行すべくインフィニティ・ストーンの奪取を開始する。これに対し、これまでに活躍してきたヒーローたちがそれを阻止するべく奔走、全宇宙を巻き込んだ“インフィニティ・ウォー”が幕を開ける。
『デッドプール&ウルヴァリン』
- アース10005から時間軸を越えて訪問したウェイド・ウィルソン/デッドプールがアベンジャーズへの加入を志望しハッピーと面接するが、失敗して元の時間軸へ戻る。

『アントマン&ワスプ』
- ソコヴィア協定の廉で追われる身となりながらも、ホープとピムが“量子トンネル”を完成・作動させる。一方“アベンジャーズの内乱”の一件で自宅軟禁中のスコットは、トンネル起動による“量子のもつれ”の影響を受けて、ジャネットの意識と記憶を垣間見る。
- 刑期満了3日前のスコットはホープに拉致され、ピム父娘のジャネット救出に加わる。
- ウィの戦い：ホープとソニー・バーチの交渉が決裂。レストラン“ウィ”で“量子スタビライザー”を巡るホープとバーチの一味の争いが勃発。乱入したエイヴァ・スター/ゴーストにピムの“モバイル研究所”が奪われる。
- スコット、ホープ、ピムが元S.H.I.E.L.D.のビル・フォスターに接触。
- エイヴァの屋敷への襲撃：モバイル研究所奪還のためスコットとホープがエイヴァの屋敷に潜入するが、ピムもろとも捕縛される。エイヴァとビルが組んでいたことを知ると、相手の油断を突いてモバイルを奪還し、その場を離脱する。
- ホープとピムは、スコットを通したジャネットから自身が滞在する量子世界の座標を伝えられるが、バーチの通報でFBIに一時逮捕され、またしてもエイヴァにモバイルを奪取されてしまう。
- サンフランシスコのチェイス：スコットがホープとピムを救出、モバイルを狙うバーチの一味とエイヴァも加わりチェイスが始まる。
- ジャネット救出：ピムがモバイル内部の量子トンネルを用いて、ジャネット救出のために量子世界に突入。エイヴァの干渉もあったものの、スコットとホープの活躍もあり、ピムはジャネットと元のサイズの世界に帰還し、ピム親娘が3人で再会を果たす。バーチの一味はルイスたちが捕縛して、地元警察に逮捕される。
- ジャネットが量子世界で得た能力を用い、エイヴァの身体を不調を軽減することに成功。この騒動で地元警察に見つかりかけたピム親娘はルイスたちに救われ、エイヴァとビルも失踪。スコットは自身を監視していたFBIに今回の一件を知られることなく刑期満了し、釈放される。

『アベンジャーズ/インフィニティ・ウォー』
- ザンダーの虐殺 - インフィニティ・ウォー開戦：サノスがザンダーを襲撃、ザンダーの生命の半分を殺害しオーブに内包されているパワー・ストーンを回収する。インフィニティ・ストーンを巡るサノスの群勢とそれに対するヒーローたちの戦争が始まる。

『マイティ・ソー バトルロイヤル』
- ソーたちアスガルド人が乗るステイツマンの前にサノスの宇宙船“サンクチュアリII”が立ちふさがる。

『アベンジャーズ/インフィニティ・ウォー』
- ステイツマン襲撃：サノスと配下“ブラック・オーダー”がテッセラクト（スペース・ストーン）の奪回のためステイツマンを襲撃。アスガルド人とグラディエーターの半分、そしてロキが死亡し、ヘイムダルが死の前にハルクを地球へ転送する。ソーの敗北と共にサノスがスペース・ストーンを掌握、ステイツマンを破壊し離脱する。
- 変身が解けたブルースがサンクタム・サンクトラム（ニューヨーク）に落着し、ストレンジやウォンと接触。再会したトニーも交えサノスの情報を伝える。
- ニューヨーク襲撃〜ストレンジ拉致：タイム・ストーンを求め、エボニー・マウとカル・オブシディアンがニューヨークを襲撃。駆け付けたピーターも巻き込んだ戦闘の後、ストレンジが拉致され、トニーとピーターが逃走する“Qシップ”に乗り込む。
- エディンバラの戦い：マインド・ストーンを探すコーヴァス・グレイヴとプロキシマ・ミッドナイトは、エディンバラでワンダと共に隠遁生活を送っていたヴィジョンを襲撃。ヴィジョンに重傷を負わせるが、スティーブ一行の妨害に遭い逃走する。
- ガーディアンズ・オブ・ギャラクシーが宇宙空間を漂うソーを発見。インフィニティ・ストーンとサノスについての情報を交換し、ソーとロケット、グルートがニダベリアへ向かい、残りがノーウェアを目指す。
- トニーとピーターがマウを倒し、ストレンジを解放。
- ノーウェアの待ち伏せ：ガモーラがサノスに攻撃。しかしすでにリアリティ・ストーンを手中に収めていたサノスに踊らされ、逆に囚われてしまう。
- サノスがヴォーミアでガモーラをソウル・ストーンの生贄としてしまい、サノスがソウル・ストーンを手に入れる。
- 惑星“タイタン”でガーディアンズ・オブ・ギャラクシーとトニー一行が邂逅する。
- ワカンダの戦い：マインド・ストーンを狙うブラック・オーダーと“アウトライダーズ”がワカンダを急襲。ヴィジョンのストーン除去のためにワカンダを訪ねていたスティーブ一行とワカンダ軍が応戦。これにソーたちが“ストームブレイカー”を完成させて参戦したこと、ブラック・オーダーの3名が倒されたことで、戦局がワカンダ軍側に傾く。
- タイタンの戦い：タイム・ストーンを求めるサノスがタイタンを訪れ、トニー一行とガーディアンズはクイルが立てた作戦でサノスのインフィニティ・ストーンを奪おうとするも、成功寸前で失敗。ネビュラがトニーたちに加勢したものの、戦況を覆せず、ストレンジがトニーの命と引き換えにタイム・ストーンを渡し、サノスがタイタンを去る。
- サノスがワカンダに現れる。ワンダがヴィジョンごとマインド・ストーンを葬り去るが、時を巻き戻したサノスによって、ヴィジョンとストーンが復元。ヴィジョンからマインド・ストーンを奪ったサノスは、6つのストーンがガントレットに収める。
- デシメーション：ソーがサノスを追い詰めるが、後一歩のところでサノスによる“スナップ”で、インフィニティ・ストーンの力が解放され、全宇宙の生命の半分が消滅する“デシメーション”が発生。タイタン及びワカンダでも、サノスの群勢に挑んだヒーローや戦士たちの半数が塵と化して消滅する。
- サノスはデシメーション発生時に、ソウル・ストーンの内側の世界で幼少期の姿をしたガモーラと再会。その直後、惑星“0259-S”へとワープする。

『アントマン&ワスプ』
- スコットはピム親娘のサポートを受け、エイヴァの治療の一環として量子世界に再突入するが、デシメーションによりピム親娘が消滅したことで、量子世界に取り残されてしまう。

『アベンジャーズ/エンドゲーム』
- アベンジャーズの内乱の一件で自宅軟禁中のクリントが、デシメーションによる消滅で自身の家族を失う。

『キャプテン・マーベル』
- フューリーの救援信号を受けたキャロルが地球を訪れ、アベンジャーズと邂逅する。

『アベンジャーズ/エンドゲーム』
- トニーとネビュラ救出：“ベネター号”で宇宙を漂流していたトニーとネビュラをキャロルが発見、地球へ連れ戻す。
- サノスがすべてのインフィニティ・ストーンを原子に還す。
- サノス襲撃：ガーデンで隠遁していたサノスをアベンジャーズとロケット、ネビュラ、キャロルが襲撃、ガントレットごとサノスの腕を切り落とすが、ストーンが破棄された事実を目の当たりにし、ソーがサノスの首を刎ねて殺害する。

### 2020年代
2023年
| 「                                                           | ごめんなさい、とても長い5年間だったでしょうね。 | 」 |
| —ナターシャ・ロマノフ（『アベンジャーズ/エンドゲーム』より） |                                                 |    |

| 「                                                       | そうじゃなかったんだ。俺にとっては、5時間だったんだ。量子世界のルールはこことは違う。すべてが予測不可能なんだ。 | 」 |
| —スコット・ラング（『アベンジャーズ/エンドゲーム』より） | |    |

2023年は、サノスによるデシメーションから5年が経過したものの、依然として世界は混乱と喪失に覆われている。アベンジャーズもまた同様であったものの、量子世界を経由するタイムトラベルの完成によって、失ったものを取り戻すための起点というべき年となった。また、デシメーションはブルースのスナップによって解決したため、消滅から復活の5年間は「一時的な現象」を意味する“ザ・ブリップ”と地球で呼ばれるようになった。
また、ザ・ブリップの頃に、次の出来事が起きている。
- トニーとペッパーの間に2人の子であるモーガン・スタークが誕生する。
- ブルースがハルクとの間の問題を解決し、ハルクの肉体にブルースの精神が宿り、スマート・ハルクとなる。
- ソーとヴァルキリーが、生存したアスガルド人とコーグ&ミークたちをトンスベルグに移住させ、“ニュー・アスガルド”を築き上げる。
- デシメーションから2年後に、“S.W.O.R.D.”創設者のマリア・ランボーが癌によって還らぬ人となる。

『アベンジャーズ/エンドゲーム』
- スコットが偶然にも量子世界を脱出、成長した愛娘キャシーに会った後、スティーブとナターシャに接触する。
- 東京の虐殺：ローニンとなったクリントが東京でヤクザを対象とした虐殺を行う。ナターシャが接触し、クリントを引き戻す。
- スティーブたちからの提案を聞いたトニーが量子物理学を用いたタイムトラベル技術を確立する。スティーブとの確執を解消し、アベンジャーズに復帰する。引退していたブルース、ソー、クリント、ローディも再加入し、これにスコット、ロケット、ネビュラも合流。一同は過去の時代からインフィニティ・ストーンを現代に持ち帰る“タイム泥棒”のミーティングを行う。
- タイム泥棒：アベンジャーズがニューヨーク（2012年）、アスガルド（2013年）、モラグ（2014年）にそれぞれ飛び、インフィニティ・ストーンの奪取に向かう。

『ロキ』シーズン1
- アベンジャーズのタイムトラベル先の2012年のニューヨークの戦いでロキが“テッセラクト”を手中に逃亡し、とある砂漠に転送された。

『アベンジャーズ/エンドゲーム』
- 作戦成功〜ナノ・ガントレット完成：インフィニティ・ガントレットを基に、すべてのインフィニティ・ストーンを収容する右手用のグローブ“ナノ・ガントレット”が完成する。
- 消滅した者たちの復活〜サノスの群勢の強襲：ブルースがナノ・ガントレットを用いてスナップを行い、消滅した者たちをこの世へと舞い戻す。だが、ネビュラ（現代）になりすましていたネビュラ（過去）の潜入により、サノスの群勢がタイムトラベルしてアベンジャーズ・コンパウンドを襲撃。インフィニティ・ストーンの強奪を開始する。
- サノスの群勢との最終決戦：アベンジャーズ及び同盟軍と、サノスの群勢との全面戦争が始まる。大規模な戦闘の結果、甚大な被害をもたらし、トニーがすべてのインフィニティ・ストーンを奪還した後、自らの命を犠牲にスナップを敢行。サノスと彼の群勢を消滅させる。
- トニーがこの世を去る。ペッパーやモーガンたち近親者をはじめ、戦友であるアベンジャーズ及びトニーと共闘したヒーローたちやその関係者の多くがトニーの葬儀に参列する。
- ソーがヴァルキリーをニュー・アスガルドの女王に任命し、ガーディアンズ・オブ・ギャラクシーに同行して銀河の旅に出る。
- スティーブがインフィニティ・ストーンとムジョルニアを返還する旅に出る。返還後はそのまま過去に留まり、キャプテン・アメリカではなくスティーブ・ロジャースとしてペギーと再会し、人生を生き直す。
- 年老いたスティーブがサムに自らのトレードマークであった盾を授ける。

『ワンダヴィジョン』
- ワンダがS.W.O.R.D.本部に来訪。タイラー・ヘイワードと押し問答の後ヴィジョンの遺体と対面、その死を確認してからニュージャージー州ウエストビューへと去る。
- “マキシモフ事変”発生： ウエストビューにて、極度の絶望感から魔女の力に覚醒したワンダが町をカオス・マジックで隔離、1950年代のシットコム風の世界観に書き換え、さらに“ヴィジョン（カオス・マジック）”を創造する。
- FBIエージェントのジミー・ウーとS.W.O.R.D.エージェントのモニカ・ランボーがウエストビューに来訪。モニカがワンダの世界に取り込まれる。
- ダーシーがウエストビューに構えられた臨時基地へ招集され、ワンダの結界を“ヘックス”と名付ける。
- アガサがヘックス内に侵入、“アグネス”と名乗りワンダに接触する。
- ヘックス内にてヴィジョンとワンダがハート夫妻とのディナー会を行う。この様子が放映されていることを外部のダーシーが古いテレビで確認する。
- ウーの呼びかけがヘックス内のラジオを通してワンダに届けられる。しかし直後にワンダの意思で破棄される。
- S.W.O.R.D.エージェントのフランクリンがヘックス内部へ侵入するも即座に追い出される。
- 1970年代に変化したヘックス内でワンダが妊娠、トミーとビリーと名付けた双子の男児を出産する。
- ジェラルディンを演じていたモニカが、ワンダに対してピエトロの死について触れたことで正体が露見、ヘックス外へ追い出される。
- アガサがピエトロの偽者をワンダのもとに送り込む。
- アガサがヴィジョンに接触。アガサの発言に触発されたヴィジョンがヘックスを越えて外に出るが体が崩壊し、異変を察知したワンダがヘックスを拡大することでヴィジョンを内部へ戻す。これに伴いダーシーをはじめS.W.O.R.D.のエージェントと臨時基地がヘックスに取り込まれる。
- ヴィジョンがダーシーの洗脳を解き、自身に起きた真実を知る。同時期にモニカがウエストビューに再突入し、ヘックス通過に伴いスーパーパワーを得る。
- モニカがワンダに再接触するものの、アガサの介入により説得に失敗する。
- アガサがワンダの子たちを誘拐したのち、ワンダに接触し自身の正体を明かす。“ダークホールド”の情報とワンダの過去を探ることで彼女がカオスマジックによって力を得た“スカーレット・ウィッチ”であることを告げる。
- ヘイワードがワンダの力の残滓を利用して、ヴィジョンの遺体から作り上げた“ザ・ヴィジョン”を起動させる。
- ウエストビューの戦い：ワンダは自らの力を奪おうとするアガサと交戦する。途中でヘックスに裂け目が開いた際にヘイワード以下S.W.O.R.D.エージェントとザ・ヴィジョンが侵入、攻撃を開始する。結果的にヴィジョンがザ・ヴィジョンを解放し、ワンダはスカーレット・ウィッチとして覚醒、ルーン魔術でアガサを弱体化させたことで戦闘が終了する。
- ワンダがアガサの人格を封印し、アグネスとしての性格に書き換える。その後ワンダの意思でウエストビューを覆うヘックスが解除され、ヴィジョンと子どもたちが消滅する。
- ワンダがウエストビューを去る。現地の事後処理でヘイワードはFBIに逮捕され、モニカはスクラル人エージェントと邂逅する。
- 隠遁生活に入ったワンダがアガサから得たダークホールドを読み、魔術の学習を始める。

2024年
| 「                                                                 | 5年と少し前、私たちも含め、宇宙の全生命の半分が消え去りました。そして8ヶ月前に、勇敢なヒーローたちが私たちを連れ戻してくれました。“ザ・ブリップ”によって消えた私たちは、同じ時代に戻ってきました。 | 」 |
| —ベティ・ブラント（『スパイダーマン:ファー・フロム・ホーム』より） | |    |

2024年は、人々が消滅から一斉に復活した後の地球の様子が描かれている。人々の帰還とサノス打倒に命を賭して貢献したトニーの功績は、物語として伝えられている。しかし、消滅から一斉に復活した人々が国際機関に支援されるようになった代わりに、ザ・ブリップの間に存在し続けていた者たちが手助けされなくなるという世界的問題が発生するなど、5年間消滅していた人々を復活させたことで生じる負の側面も浮き彫りとなった。
『シャン・チー/テン・リングスの伝説』
- テン・リングスの襲撃：サンフランシスコでシュー・シャン・チーがテン・リングスのレーザー・フィストらに襲われて戦いになり、母の片身のペンダントを奪われてしまう。ペンダントの片割れを持つ妹が危ないと察したシャン・チーは、ケイティ・チェンと共に妹の元に向かう。
- ゴールデン・ダガーズ・クラブの戦い：マカオのナイトクラブ“ ゴールデン・ダガーズ・クラブ”に到着したシャン・チーは、アボミネーションとウォンの試合を観戦し、クラブの主催者を務める実妹シュー・シャーリンと再会・戦った直後、クラブを襲撃したテン・リングス相手にも奮闘するが、現れたウェンウーによって捕まる。
- シャン・チーたちはテン・リングスの本拠地に拘束されて、かつて偽テン・リングスの首領マンダリンを演じたスラッタリーとも接触。父の野望を阻止するため、母の生まれの地であるター・ローへの手がかりを知り現地へ向かう。
- ター・ローの戦い：シャン・チーたちがター・ローへ到達。自分たちのルーツとウェンウーの目的を知り、ター・ローで武器を授かり武術を学ぶ。テン・リングスがター・ローを襲撃し、応戦したシャン・チーは一度父に敗北。騙されていたウェンウーが解放してしまった魔物の群れが人々の魂を無差別に奪い始め、ター・ローの戦士たちとテン・リングスが共闘。復活したシャン・チーが今際の際のウェンウーから“テン・リングス”（腕輪）を受け継ぎ、“グレート・プロテクター”やシャーリン、ケイティの助力も得て魔物の親玉“ドウェラー・イン・ダークネス”を倒す。
- シャン・チーがウォンの仲介で、父から受け継いだリングについてブルースやキャロルと話し合い、何らかの信号のようなものが発信されていることに気づく。
- シャーリンがテン・リングスの新たな長となる。

『ファルコン&ウィンター・ソルジャー』
- チュニジアの戦い - チュニジア領空でジョルジュ・バトロック率いる“LAF”とサムが交戦。激しい空中戦の末に、サムはLAFのメンバーの多くを倒し、バトロックらに捕われていたヴァッサンの救出に成功する。
- キャプテン・アメリカ（2代目）登場 - 重圧感を抱えたサムは、悩んだ末にスティーブから託された盾をアメリカに寄贈。これに伴い、政府によってジョン・ウォーカーがキャプテン・アメリカ（2代目）に就任する。
- 半年前から世間を騒がせていた“フラッグ・スマッシャーズ”がスイスで大掛かりな銀行強盗を実行。これを知らされたサムは、フラッグ・スマッシャーズに“超人血清”が関与していると睨み、彼らとの戦いのため、再会したバッキーを同伴させて出発する。
- ミュンヘンの戦い - ミュンヘンの山間道路を走るトラックのコンテナの上で、サムとバッキーや、ウォーカー&レマー・ホスキンス/バトルスターがカーリ・モーゲンソウ率いるフラッグ・スマッシャーズと初戦を繰り広げるが、双方のペアがまともに連携できず、相手の超人的パワーに翻弄されたこともあって撃退され、奪われた資材を持ち逃げされる。
- ウォーカーからの共闘の申し出を拒否したサムとバッキーは、カーリらの追跡のため、刑務所から脱獄したジモを同伴させる。
- マドリプールの戦い - サム・バッキー・ジモは超人血清の手がかりを求めて“マドリプール”に到着。この都市を裏で牛耳るパワー・ブローカーの取り巻きや賞金稼ぎらにお尋ね者として狙われるも、再会したシャロンの助力を得てウィルフレッド・ネイゲルから血清に関する情報を聞き出し、賞金稼ぎらとの攻防も切り抜ける。
- リガでの連戦 - サムたちは次に赴いたリガで、ドンニャ・マダーニの葬儀に訪ねていたカーリを説得しようとするが、ウォーカーの横槍で失敗。ジモは、カーリが持っていた血清の多くを破棄するも、自分の処遇を巡るウォーカー&レマーとアヨ率いるドーラ・ミラージュ、サム&バッキーによる三つ巴の乱闘に乗じて逃亡した。やがてサム&バッキーは、フラッグ・スマッシャーズと再対決し、着服していた血清で超人兵士となったウォーカーも参戦。カーリにレマーの命を奪われたウォーカーは激昂し、フラッグ・スマッシャーズのニコを大衆の眼前で撲殺してしまう。
- 盾を巡る死闘〜ウォーカー資格剥奪 - キャプテンの肩書きと盾に対して異様に固執するほど錯乱したウォーカーを止めるために、サム&バッキーは力を合わせてウォーカーに挑み、泥臭い死闘を制して、盾を奪還。アメリカに帰国したウォーカーは、前述の過失により政府から、キャプテン・アメリカの資格剥奪と不名誉除隊を言い渡されてしまう。
- ソコヴィアの記念碑の前にいたジモは、追いかけてきたバッキーに自分を撃つよう求めるが、撃たれることなく、同時に現れたアヨたちに身柄を預けられ、ラフト刑務所へ収監される。
- バッキーや新たに出会ったイザイアたちとの交流、そして今回のフラッグ・スマッシャーズとの一件などからサムは、“キャプテン・アメリカ”の使命を背負う覚悟を決める。

『ブラックパンサー/ワカンダ・フォーエバー』
- ティ・チャラの葬式 - 病死したティ・チャラの葬式をワカンダで行われる。

『スパイダーマン:ファー・フロム・ホーム』
- イステンコの襲撃：フューリーとマリアに擬態したタロスとソレンが、メキシコのイステンコで“地のエレメンタル”と戦うクエンティン・ベックに遭遇する。
- ピーターと彼の友人たちであるミッドタウン高校の生徒たちが、科学史ツアーに旅立つ。ベックがピーターの追跡を開始する。
- カナル・グランデの戦い：科学史ツアー一行が、旅行先であるヴェネツィアのカナル・グランデでベックと“水のエレメンタル”の戦いに巻き込まれる。この戦いを制したベックは、ミステリオと呼ばれるようになる。
- ピーターはフューリー（擬態）から、トニーの遺作である“E.D.I.T.H.”を贈られ、フューリー（擬態）のチームに協力を余儀無くされるが、ツアーの最中にE.D.I.T.H.を使用し、アクシデントから観光バスを攻撃しそうになってしまう。
- プラハ・カーニバルの襲撃：チェコ、プラハが“火のエレメンタル”による襲撃を受ける。ベックと、新スーツをまといナイトモンキーのあだ名を得たピーターが迎撃にあたる。最終的にベックがこれを制する。
- ピーターがE.D.I.T.H.の権限をベックに明け渡す。
- ミシェル・ジョーンズ（MJ）がピーターにベックのホロプロジェクターを拾ったことを告げる。同時にMJはピーターがスパイダーマンであることを知る。ホロプロジェクターが作動したことで、ベックがホログラムを使って戦いを偽装していたことが明らかとなり、ベックの欺瞞を報告するためフューリーの元へ向かう。
- ベルリンの待ち伏せ：ドイツのベルリンに訪れたピーターをベックが待ち伏せし、プロジェクターを用いた罠に嵌める。ベックはピーターを電車にぶつけるものの、最終的にピーターは電車内に入り込んで気絶する。
- ピーターがオランダの牢獄で目覚める。ハッピーに連絡を取り、彼が操縦してきたジェット機内で新たなスーツを作成しつつベックの元へ向かう。
- ロンドンの戦い：ミステリオの一味が偽造した“合体エレメンタルズ”がロンドンを襲撃。駆け付けたピーターはドローンを迎撃してホログラムを解除し、対峙したベックからE.D.I.T.H.を奪取して騒動を終わらせ、巻き込まれたMJたちを救出する。ベックはピーターとの決戦で致命傷を負って絶命する。
- ミステリオの一味はスパイダーマンがミステリオ殺害の真犯人であると偽装し、スパイダーマンの正体がピーターであるとベックが公言する映像が“デイリー・ビューグル”によって公開される。
- 地球を離れて“S.A.B.E.R.”で休暇中のフューリーに、擬態を解いたタロスとソレンがミステリオの事件の顛末を報告する。

『ファルコン&ウィンター・ソルジャー』
- キャプテン・アメリカ（3代目）誕生〜フラッグ・スマッシャーズとの決戦 - バトロックらを加勢させたフラッグ・スマッシャーズがニューヨークのGRCの会議場を襲うと、サムはキャプテン・アメリカ（3代目）として立ちはだかり、駆け付けたバッキーやシャロン、ウォーカーと共にGRCの議員たちを救いながら、カーリらとの決戦に突入する。その結果、バトロックとカーリはシャロンに射殺される最期を遂げる。

『スパイダーマン:ノー・ウェイ・ホーム』
- スパイダーマンの正体であることを暴露されたピーターの親類知人がマスコミに追われはじめ、ピーター本人もダメージ・コントロール局にミステリオ殺害の容疑で一時拘留されるが、マット・マードックの手腕によって無罪となる。

『ファルコン&ウィンター・ソルジャー』
- サムは報道陣やGRCの議員たちに、カーリたちのような難民のためにGRCの力をどう使えばいいのか改めて自問してほしいとスピーチする。その後、逮捕されたフラッグ・スマッシャーズのドヴィッチらは、ジモの密命を受けたエズニックによって爆死する。
- ウォーカーは接触してきたヴァレンティーナ・アレグラ・デ・フォンテーヌからU.S.エージェントのコードネームを与えられる。
- キャプテンの肩書きを得たサムによって、スミソニアン博物館にイザイアの生い立ちと貢献を記録した石碑が構えられ、シャロンもアベンジャーズの内乱における罪が完全放免となり、アメリカ政府のエージェントへの復職を果たした。しかし、パワー・ブローカーであるシャロンは、これから知り得る政府の機密などを裏社会に流すことを目論む。

『シー・ハルク:ザ・アトーニー』
- ブルースとジェニファーの前にサカールからの船が来る。
- 車の事故によりブルースの血がジェニファーの傷口に入る。
- シー・ハルクの誕生 - ジェニファー・ウォルターズがシー・ハルクとなる。

『エターナルズ』
- ディヴィアンツの復活：全世界規模で地震が発生した後に、ロンドンでセルシとスプライトがロンドンで過去に滅んだはずのディヴィアンツのクロと遭遇、イカリスの援軍もあり退ける。セルシたちは世界各地に散ったエターナルズを召集すべく行動を開始する。
- エターナルズ再結成〜アマゾンの戦い：セルシはエターナルズのリーダーであるエイジャックがディヴィアンツの手にかけられたことを確認し、エイジャックの遺体に残された思念からエターナルズのリーダーの座を託されると、地球から新たなセレスティアルズのティアマットが出現することで地球が滅ぶと知る。ディヴァンツへの対抗とティアマット出現阻止のためエターナルズが再結成されるが、その最中に発生したアマゾンにおけるディヴィアンツとの戦いでギルガメッシュがクロに殺害される。
- ソコトラ島の戦い〜ティアマット出現阻止：ソコトラ島で活発な火山活動が発生したことからインド洋上がティアマットの出現地と確信したセルシたちは、“ユニ・マインド”を起動すべく行動を開始するも、エターナルズを離反して阻止しようとするイカリスとスプライトに戦いを挑まれ、その最中にもクロが出現。三つ巴の戦いとなる。セナはクロを倒してギルガメッシュの仇を取り、セルシはユニ・マインドを起動し、エターナルズ全員の力を借りてティアマットを大理石に変えて出現を阻止した。
- エイジャックやギルガメッシュの死因を生んだことと愛するセルシと敵対したことなどへの罪悪感を抱えたイカリスは、太陽へと身投げして絶命。スプライトはエターナルズの仲間たちのもとに戻るが、セルシによって人間と化し、エターナルズ一同は離散する。
- 他の星に居るエターナルズに真実を告げるために接触しようと地球を離れたセナ、マッカリ、ドルイグが、エロス/スターフォックスとピップ・ザ・トロールに遭遇し仲間の危機を告げられる。
- アリシェムが地球に残ったセルシ、キンゴ、ファストスを地球から連れ出し審判の時までの猶予を与えると警告を残して去る。
- セルシの恋人、デイン・ウィットマンが保管されていた古い剣に触れようとして謎の声を聴く

『スパイダーマン:ノー・ウェイ・ホーム』
- ドクター・オクトパスとの戦い：ピーターが正体を明かされたことによる弊害を解決するために、サンクタム・サンクトラムを訪ねてストレンジにスパイダーマンの正体を忘れさせる呪文を行うも、その最中にピーターが立て続けに口出ししたことで失敗。大学の入学推薦を取り付けるためにMIT副総長補佐のもとを訪れると、オットー・オクタビアス/ドクター・オクトパスと交戦する。
- 呪文の失敗により並行世界から呼び寄せてしまったスパイダーマンの正体を知る者たちを捕獲するようにストレンジから指示されたピーターは、MJとネッドの協力を仰いでマックス・ディロン/エレクトロや、フリント・マルコ/サンドマンをサンクタム・サンクトラムに連れ、ストレンジもカート・コナーズ/リザードを捕獲する。ノーマン・オズボーン/グリーン・ゴブリンはメイに保護される。
- グリーン・ゴブリンの復活：ストレンジが転移したノーマンらを元の世界に戻そうするも、彼らが死ぬ運命にあると知らされたピーターが一悶着の末に阻止する。ハッピーのコンドミニアムに匿って治療を開始。オクタビアスを正気に戻し、ノーマンらの治療も行おうとするが、グリーン・ゴブリンの人格が顕現して戦闘になり、コナーズ、マックス、フリントも逃亡する。ゴブリンとの激戦の最中にピーターを庇ってメイが命を落とす。
- 3人のスパイダーマン：メイを死なせた失意から姿を眩ましたピーターを探すネッドたちによって、転移させられていた並行世界の2人のピーター/スパイダーマン、ピーター2、ピーター3が現れる。彼らによって立ち向かう勇気を取り戻したピーターは、皆の協力を得て治療手段を開発し、ゴブリンらに決着を呼びかける。
- 自由の女神像での戦い〜ピーターの決意：グリーン・ゴブリンらを治療するべくスパイダーマンズが自由の女神像で戦う。最初は戸惑いながらも、3人は見事に連携して激闘の末に全員を治療する。だが、他のマルチバースからの浸食が始まってしまい、事態を収拾するためにピーターからの提言を受けたストレンジの魔術の成功により、転移した者たちは元の世界に戻るが、こちらの世界にピーターを知る者が誰一人いなくなってしまう。
- 別の並行世界から転移していたエディ・ブロックとヴェノムがグリーン・ゴブリンとの決戦直後に元の世界へ戻る。彼らのシンビオートの一部だけが残される。

2025年
『ドクター・ストレンジ/マルチバース・オブ・マッドネス』
- 悪夢 ：ストレンジが一人の少女と魔物に追われながら、不思議な空間で謎の魔導書のもとに向かって生命を奪われた末、少女と一緒に別次元に飛ばされる悪夢に苛まれる。
- アメリカ・チャベスとの邂逅：元恋人のクリスティーンの結婚式に参加するストレンジだったが、町から聞こえる騒ぎを目にすると、魔物の“ガルガントス”と対峙し、自身の悪夢に現れている少女アメリカ・チャベスをウォンと共に守り抜く。アメリカの素性を知らされたストレンジは、アメリカと転移してきた並行世界の自分の亡骸をビルの屋上に埋葬した。
- ワンダの企み：マルチバースが絡む問題と知り対処が容易でないことを察したストレンジは、知識と助けを得るためにウエストビューの一件で隠遁していたワンダの元へ向かった。しかし、アメリカへの追手はダークホールドに魅入られたワンダであり、彼女からアメリカを渡すように恫喝されたストレンジはアメリカを守り抜くと宣言して決別する。
- カマー・タージの戦い：ダークホールドの強大な力を持つワンダに対抗するため、ウォンとストレンジはカマー・タージを要塞化し各地のサンクタムから魔術師を応援に呼び戦いに備えるが、アメリカの持つマルチバース移動能力で失った並行世界の息子達を取り戻したいワンダの魔術にサンクタムの戦士たちは次々と倒れ、ストレンジたちも追い詰められ、その際に次元ポータルが開き、ストレンジとアメリカは吸い込まれてしまう。
- マルチバースの冒険：様々なマルチバースに飛ばされてたどり着いたアース838で2人はワンダの持つダークホールドの力に対抗するために「ヴィシャンティの書」を探すことにする。

『スパイダーマン:ノー・ウェイ・ホーム』
- 自由の女神での戦いの数週間後の冬の頃、ピーターは魔術で失った記憶を戻そうとMJとネッドの元に赴くが普通の生活に戻った彼らを見て皆を危険に巻き込まないように別離を決意し、メイの墓で喪に服すハッピーと言葉を交わす。ニューヨークで一人暮らしをしながら高卒資格取得を目指し、再びスパイダーマンとして自警活動を再開する。

『ホークアイ』
- ニューヨークで家族と休暇中だったクリントは、自身がローニンとして裏社会の犯罪者を鏖殺していたころに使っていたスーツを着て活動している者の存在を知る。調査の末、スーツの人物の正体、ケイト・ビショップと知り合う。
- トラックスーツ・マフィアとの戦い：ケイトが独断でトラックスーツ・マフィアに攻撃したことにより、リーダーのマヤ・ロペスやウィルソン・フィスク/キングピンから狙われることになる。
- クリントはトラックスーツ・マフィアに雇われたエレーナと交戦した後、ナターシャの死についての誤解からくる怨恨を解き和解する。
- ケイトは単独でフィスクを撃破する。ケイトとの戦いに破れたフィスクを撃ったマヤは、マフィアを脱退する。

『ムーンナイト』
『ブラックパンサー/ワカンダ・フォーエバー』
『エコー』
『シーハルク：ザ・アトーニー』
『ミズ・マーベル』
『ソー：ラブ&サンダー』
『アイアンハート』
『ウェアウルフ・バイ・ナイト』
- ユリシーズ・ブラッドストーンの告別式：伝説のモンスターハンター"ユリシーズ・ブラッドストーン"の告別式に、世界中からモンスターハンターが集まった
- ブラッドストーンの戦い：伝説の武器"ブラッドストーン"を手にするため、モンスターハンター同士が戦い合う。
- 狼男の覚醒：ジャック・ラッセルが怒りによりウェアウルフ・バイ・ナイトへ変貌する。
- マンシングの逃亡：狼男が暴れ回っている間に、マンシングはユリシーズ家より逃亡。後に狼男と友達であることが発覚。

『ガーディアンズ・オブ・ギャラクシー ホリデー・スペシャル』
- ケヴィン・ベーコンの誘拐：マンティスとドラックスは、ピーター・クイルへのクリスマス・プレゼントとしてケヴィン・ベーコンを地球からノーウェアへ誘拐する。全員でクリスマス・パーティを行った後、ベーコンは地球へ帰還する。

2026年
『アントマン&ワスプ：クアントマニア』
『ロキ』シーズン2
『ガーディアンズ・オブ・ギャラクシー：VOLUME3』
- ノーウェア襲撃：アダム・ウォーロック（英語: Adam Warlock）が惑星ノーウェアを襲撃、ガーディアンズと交戦。ロケットが危篤状態になる。
- オルゴスコープ潜入：ロケットに仕込まれたキルスイッチを解除するパスキーを奪取するため、ロケットを除き、ガモーラを含めたガーディアンズがオルゴスコープ本社に潜入し、戦い、脱出する。
- カウンターアース滅亡：ハイ・エボリューショナリーに創造された理想郷であるカウンターアースで、クイルらとハイ・エボリューショナリーが交戦する。アレート研究所を残してカウンターアースは崩壊する。脱出したクイルらはロケットを復活させる。
- アレート研究所の戦い：ガーディアンズはアレート研究所で囚われていた人々・動物たちを救出し、ノーウェアで保護する。ハイ・エボリューショナリーはロケットによって倒される。
- クイルはガーディアンズ・オブ・ギャラクシーを脱退し、地球の家族の元へ帰郷する。ガーディアンズは再編される。

『シークレット・インベージョン』
『マーベルズ』
『デッドプール&ウルヴァリン』
『キャプテン・アメリカ:ブレイブ・ニュー・ワールド』
- サディアス・ロスがアメリカ合衆国大統領に就任する。

2027年
『アガサ・オール・アロング』
『デアデビル: ボーン・アゲイン』
『キャプテン・アメリカ:ブレイブ・ニュー・ワールド』
- サム・ウィルソン/キャプテン・アメリカとホアキン・トレス/ファルコンが、メキシコで人質救出・機密事項奪還作戦を実行し、サーペント・ソサエティと交戦する。
- イザイア逮捕：サム、ホアキン、イザイア・ブラッドリーはホワイトハウスに招聘される。ロスはアベンジャーズ再建をサムに打診し、その後スピーチにてティアマット島からアダマンチウムを採取する計画を発表する。サミュエル・スターンズ/ミスター・ブルーの洗脳により、イザイアはロス暗殺を試み、逮捕される。
- 日本の尾崎内閣総理大臣が、ロスへの不信感を顕にする。日本はティアマット島に艦隊を派遣する。アメリカもそれに続く。
- イザイアが洗脳されていたことを知ったサム、ホアキン、そして安全保障補佐官のルース・バット=セラフはサミュエル・スターンズのもとに辿り着き、ロスとスターンズの関係を知る。
- ティアマット島の戦い：ティアマット島近海にて日本とアメリカが交戦状態に入る。サムとホアキンが和解を試み、停戦する。ホアキンは重傷を負う。
- サムとバッキー・バーンズが再会する。
- ヘインズポイントの戦い：スターンズが策を弄し、ロスをレッドハルクへと変貌させる。ロスはヘインズポイントにてサムによって拘束され、逮捕される。ラフト刑務所にてロスは娘のベティ・ロスと面会する。
- 逮捕されたスターンズがラフト刑務所でサムと面会し、「もし他の世界からもこの世界を守らなければならなくなったら、何が起きるだろうか」と問う。

『サンダーボルツ*』
- ヴァレンティーナ・アレグラ・'ヴァル'・デ・フォンテーヌの指令の下、エレーナ・ベロワがマレーシアのOXEグループ研究所を爆破する。

- OXEグループの代表として、違法な生体実験をしていた疑いによりヴァルが証人喚問を受ける。バッキー・バーンズ下院議員が喚問に出席する。
- サンダーボルツ*対面：エレーナ、ジョン・ウォーカー/U.S.エージェント、エイヴァ・スター/ゴースト、アントニア・ドレイコフ/タスクマスターが、ヴァルの策略によって殺し合わされ、アントニアが死亡する。残る四人は監視カメラでその場を観察していたヴァルに証拠隠滅の最終段階として火炎放射器で殺されそうになるが、その場に居合わせたボブと名乗る青年とともに協力して脱出する。
- ヴァルはボブがOXEグループが実施した一連の生体実験「セントリー計画」の成功例である可能性に気づく。一方、ヴァルの助手であるメルから証拠をリークされたバッキー、及びヴァルたちの運転手として会話を盗み聞きしたアレクセイ・ショスタコフ/レッド・ガーディアンがそれぞれヴァルの悪事を確信する。
- サンダーボルツ*結成：エレーナらは施設から脱出するも、ヴァルの差し向けた軍勢に追い詰められる。ボブが身代わりとして四人を逃がすが、ボブは突如としてスーパーパワーに覚醒する。戦闘の末拘束されるボブを尻目に四人は逃走し、駆けつけたアレクセイと合流、その後バッキーとも対面し、全員でチームを組むことを要求される。アレクセイがチームを「サンダーボルツ」と名付ける。
- セントリー誕生：拘束されたボブはヴァルに籠絡され、アベンジャーズに代わる新たなヒーロー「セントリー」として生まれ変わることを承諾する。ロバート・'ボブ'・レイノルズ/セントリーは自らの能力を制御できるようになる一方、ヴァルはセントリーの暴走を防ぐキルスイッチを仕込む。
- アベンジャーズタワーの戦い：旧アベンジャーズタワーで、セントリー計画の全貌を知ったサンダーボルツと、ヴァル及びセントリーが対面する。セントリーは強力なスーパーパワーでサンダーボルツの面々を圧倒し、彼らは敗走を余儀なくされる。
- ヴォイドの覚醒：セントリーは自らの能力に陶酔し、ヴァルに対して反抗的な態度を取る。ヴァルを殺しかけるが、メルの機転でキルスイッチが作動し、気絶する。しかし、セントリーは絶望から別人格「ヴォイド」へと豹変し、その能力でニューヨーク中の人間を消滅させる。
- サンダーボルツ*活躍：サンダーボルツはニューヨークの混乱の中、人々を救う。消滅した市民を救うためエレーナはあえてヴォイドの能力を受け、自らのトラウマ的記憶の世界に送られる。エレーナはボブの精神世界へ脱出し、遅れてやってきたサンダーボルツ、そしてボブとともに、ヴォイドと対決する。
- ニュー・アベンジャーズ始動：ボブは記憶がないものの善性を取り戻し、市民やサンダーボルツは消滅から回復する。サンダーボルツはヴァルを発見し、責任を問おうと彼女を追うと報道陣が現れ、ヴァルはサンダーボルツを「ニュー・アベンジャーズ」として紹介する。

2028年
『サンダーボルツ*』
- エレーナらは外宇宙から不審な宇宙船が飛来してきていることを確認する。宇宙船には、数字の4をかたどったマークが記されていた。

## 『エージェント・オブ・シールド』・『エージェント・カーター』
本項では、マーベル・テレビジョン製作の『エージェント・オブ・シールド』・『エージェント・カーター』を、劇中描写に沿って年表形式に掲載する。

### 1900年代以前
数千年前
- マルチバース“フィアー・ディメンション”から3つのディアラス（時間、空間、生命）が失われ、パチャクティクがアイゼルにその捜索を命じる。
- 2017年に地球でディアラスが破壊された際、フィル・コールソンの肉体のコピーがこの時代のフィアー・ディメンションに生成される。
- パチャクティクがコピーされたコールソンの肉体を奪うが、その際に記憶の矛盾と喪失が発生、意図とは逆にアイゼルの追跡と殺害を目的にする。

### 1930年代
1931年
- 2019年の未来から、エージェント・レオ・フィッツの指示で時空を超える力を得たゼファー・ワンに乗ったS.H.I.E.L.D.エージェントのジェマ・シモンズ、デイジー・ジョンソン、エレナ・ロドリゲス、ディーク・ショウ、イノック、メリンダ・メイとS.H.I.E.L.D.長官アルフォンソ・マッケンジーがエンパイア・ステート・ビル上空にタイムスリップする。
- コールソンのクロニコムLMDが起動する。

1934年
- アグネス・カリーがハリウッドでスカウトされ、“ホイットニー・フロスト”として女優デビューする。

1937年
- ソ連の“レッドルーム・アカデミー”でドロシー・アンダーウッドが工作員となるための訓練を受ける。

### 1940年代
『エージェント・カーター』の時代。
1944年
- ヨハン・フェンホフがソ連の秘密組織“リヴァイアサン”に参入し、“ヴィクトル・イフチェンコ”と改名する。
- ヴェルナ・ラインハルト博士が確保した異星人の遺物“オベリスク”を輸送しようとするも、直後にペギーとハウリング・コマンドーズ”に捕縛され、オベリスクは未確認物体“084”として押収、封印される。

### 1960年代
1964年
- 7月8日。フィル・コールソン誕生。

### 1970年代
1970年
- ギデオン・マリックが“儀式”で、実弟のナサニエルを罠に嵌め、死の星“マヴェット”へ転送させる。

### 1980年代
1980年
- ゴードンが“テリジェネシス”でテレポート能力を得る。同時に両目が消滅する。

1982年
- 4月4日。マリア・ヒル誕生。

1989年
- ヴェルナ・ラインハルトが“S.H.I.E.L.D.”のアレクサンダー・ピアースの手引きで釈放される。
- ラインハルトが“ダニエル・ホワイトホール”と名を変え、不老不死のインヒューマンズ、ジャーインの臓器を自身に移植。若さを取り戻す。
- 中国での虐殺の生き残りであるデイジー・ジョンソンがS.H.I.E.L.D.に保護される。

### 1990年代
1990年
- S.H.I.E.L.D.エージェントのジョン・ギャレットがIDE爆弾を踏み重傷を負った後に、“デスロック計画”の最初の被験者となる。

1999年
- ギャレットがグラント・ウォードに出会う。

### 2001年
『エージェント・オブ・シールド』
- ウィル・ダニエルズが死の星“マヴェット”へ送り込まれる。

### 2012年
| 「                                                          | 2012年、私はここニューヨークにいた。空が開き、そして“チタウリ”が我々の頭上に降りてきた。 | 」 |
| —グレン・タルボット（『エージェント・オブ・シールド』より） |                                                                                          |    |

『エージェント・オブ・シールド』シーズン4
- ルーシー・バウアー博士と夫ジョセフが“ダークホールド”を発見。ロビー・レイエスの叔父イーライ・モローと研究を開始。
- レイエス兄弟襲撃 - ゴーストライダー誕生：五丁目ギャングがロビーとゲイブ・レイエス兄弟を襲撃。ゲイブは足に重傷を負い、ロビーは死亡するが、ゴーストライダー（初代）ことジョナサン・ブレイズが接触し、“復讐の精霊”と契約することでロビーが新たなゴーストライダーとして蘇る。
- イーライ・モローがダークホールドを隠したバウアー博士を裏切り、”モーメンタム研究所”の職員全てを幽霊のような存在に変え、封印する。イーライはこの件で逮捕される。
- ロビーがゴーストライダーとして五丁目ギャングを葬り、復讐を始める。

『エージェント・オブ・シールド』シーズン1
- コールソンがフューリーに“T.A.H.I.T.I.計画”の中止を提言するも却下される。
- フューリーがニューヨーク決戦で死亡したコールソンをT.A.H.I.T.I.計画で復活させる。コールソンは直前の記憶をタヒチでの休息に書き換えられ、真実は伏せられる。

### 2013年
『エージェント・オブ・シールド』シーズン1
- マイク・ピーターソンが超人的なパワーを用いて人助けを行い、「“フードのヒーロー”」と呼ばれるようになる。
- コールソンがS.H.I.E.L.D.内で精鋭チームを結成。ウォード、レオポルド・フィッツ、ジェマ・シモンズ、メリンダ・メイの各エージェントを起用。
- ハッカー集団“ライジング・タイド”のメンバー、通称“スカイ”がコールソンとウォードに捕らえられる。
- ピーターソン追跡：コールソンとウォードがピーターソンを追跡。ユニオン駅で対峙し、ピーターソンの“ムカデ”を安定化させることで無力化に成功。
- 084争奪戦：コールソンのチームがペルーでスペース・ストーン由来のエネルギーを持つ起源不明の遺物“084”を発見・確保し、移送するも、これを巡ってペルー軍と衝突。チームの団結で、逆転に成功する。
- ウォードがスカイをエージェントとして教育し始める。
- フランクリン・ホール誘拐：S.H.I.E.L.D.が護送中だったホール博士がイアン・クインに誘拐される。この事件で謎の物質“グラヴィトニウム”が使用される。
- コールソンのチームがクインを追跡。クインの邸宅でホール博士を発見するも、博士がグラヴィトニウムの破壊を目論んだため、コールソンの手で博士はグラヴィトニウムに吸収される。クインはこの隙に脱走する。
- シモンズがチタウリのヘルメットに付着していたウィルスで生命の危機に瀕するが、フィッツの活躍で完成した特効薬により一命をとりとめる
- コールソンがスカイの出生に関するデータを入手。タヒチに関するデータの入手には失敗する。
- コールソンのチームがロンドンを訪れ、グリニッジの戦いで打撃を受けた街の修復に尽力する。
- アスガルド由来の武器“バーサーカー”について調査するS.H.I.E.L.D.の手で、地球に長年居座っていたアスガルド人のエリオット・ランドルフが発見され、捕らえられる。
- フィル・コールソン拉致：コールソンがレイナによって拉致され、救助に当たったピーターソンが爆発に巻き込まれ生死不明となる。
- コールソンがレイナの手により機械に掛けられ、自身の復活とT.A.H.I.T.I.に関わる記憶の一部を取り戻す。
- ピーターソンが謎の人物クレアボヤントによってデスロックに改造。彼の手先として利用される。
- S.H.I.E.L.D.アカデミーの生徒のドニー・ギルが自身の実験の果てに氷を操る能力を得る。
- コールソンのチームがクインの荷物を追跡。スカイは荷物の正体が囚われたピーターソンであることを確認するも、クインの不意打ちを受け命の危機に瀕する。
- ゲストハウス襲撃：スカイの治療のため、コールソンは自身の復活に使われた薬物“GH.325”を求め、旧友のギャレットの力を借り施設“ゲストハウス”を襲撃。GH.325の回収とスカイの治療には成功する。この時点でGH.325が異星人由来の物質であり、結果としてコールソンとスカイの復活に異星人のDNAが使用されたことが判明する。

### 2014年
『エージェント・オブ・シールド』シーズン1
- ローレライ追跡：アスガルド人のローレライがデスバレーに降り立つ。オーディンがシフにローレライ逮捕を命じ、S.H.I.E.L.D.の手でローレライが捕縛される。
- コールソンがスカイにGH.325の正体を告げる。
- クレアボヤント捜索：コールソン、ジャスパー・シットウェル、ビクトリア・ハンド、フェリックス・ブレイク、ギャレットのチームがクレアボヤントの捜索を始める。スカイがレベル1のエージェントになる。
- デスロックがブレイクに深刻なダメージを与える。
- ヒドラが全エージェントに暗号を送り、スカイがそれを解析。クレアボヤントの正体がギャレットであることが発覚。
- S.H.I.E.L.D.アカデミー、ハブ、サンドボックスの戦い：ヒドラがS.H.I.E.L.D.の主要施設を次々に襲撃。多数のエージェントと学生が犠牲になる。
- S.H.I.E.L.D.がテロ組織として認定され、グレン・タルボットが“ハブ”の支配権を握る。コールソンのチームがハブを離れ、スカイがチームメンバーのデータを全て削除する。
- ギャレットと同様にヒドラの一員であったウォードがレイナを解放、ギャレットと接触させる。その後“フリッジ”を襲撃し、グラヴィトニウムやバーサーカーといった084を強奪。囚人たちも解放する。
- コールソンのチームがフューリーの秘密基地“プロヴィデンス”を発見。エージェント・エリック・ケーニグと出会う。
- ウォードがケーニグを殺害、スカイを利用しようと企むが、スカイの機転でウォードの正体が知れ渡る。
- プロヴィデンス攻撃：プロヴィデンスがタルボットたちによる攻撃を受けるが、マリアのアシストで各エージェントが脱出に成功。
- メイがT.A.H.I.T.I.計画に関するデータを回収。コールソンが自身こそがT.A.H.I.T.I.計画の担当者であったことを知る。
- コールソンが“サイバーテック社”を訪れ、ギャレットが初代デスロックであり、デスロックの軍隊を作ろうとしていることを知る。
- フィッツとシモンズがウォードに捕らえられ、ポッドに閉じ込められて海底へ沈められる。救難信号を受けたフューリーが2人を救出するも、フィッツが脳に深刻なダメージを受ける。
- サイバーテック社の戦い：ギャレットがデスロックを連れサイバーテック社を訪れる。コールソンのチームがギャレットとの決戦に挑み、メイがウォードを撃破し、スカイの機転で反旗を翻したピーターソンとコールソンによってギャレットも完全に消滅する。
- フューリーがコールソンに“ツールボックス”を渡し、彼をS.H.I.E.L.D.新長官に任命。
- コールソンがギャレットの描いた謎の図形を見て、“ハイパーグラフィア”の症状が現れる。

『エージェント・オブ・シールド』 シーズン2
- シモンズとエージェント・バーバラ・“ボビー”・モースがヒドラ研究所に潜入。
- コールソンが“シータ・プロトコル”のために世界各地を飛び回りはじめる。
- 政府保管庫への侵入：コールソンの指示で084の一つである“オベリスク”を追い、エージェント・イサベル・ハートリー、エージェント・アイダホ、ランス・ハンターが084保管庫に侵入。ハートリーとアイダホが戦闘の末カール・クリールに殺害される。
- クリールがオベリスクを吸収する。
- ヒドラのホワイトホール博士がキャラ・パラマス/エージェント33を捕縛、洗脳。
- ヒドラのスニル・バクシがシモンズを連れ、氷の能力を持つギルの下へ。コールソンのチームがヒドラとの戦闘を開始し、スカイがギルを銃撃。

### 2015年
| 「                                                                          | そうだ。7月2日……豪華な夏の夜、美しい月が空に浮かんでいた。1988年のことだ。 | 」 |
| —カルビン・“カル”・ザボ・ジョンソン（『エージェント・オブ・シールド』より） |                                                                            |    |

| 「                                                                      | 待って、1988年？じゃあ私は今、26歳なの？嘘でしょ？ | 」 |
| —デイジー・"スカイ"・ジョンソン（『エージェント・オブ・シールド』より） |                                                    |    |

2015年は前年のS.H.I.E.L.D.崩壊に加え、“テリジェネシス”の乱発によって“インヒューマンズ”といった超人が飛躍的に増える。またヒドラの暗躍も随所で見られ、S.H.I.E.L.D.の生き残りがそれの阻止やインヒューマンズ対策に奔走している。
『エージェント・オブ・シールド』シーズン2
- メイとキャラが戦闘。敗れたキャラは、貼り付けたフォトスタティック・ベールの故障で顔が元に戻らなくなる。
- レイナがホワイトホールに脅迫され、S.H.I.E.L.D.に救援を要請するも断られる。
- スカイが自身の父親の生存についての情報を得る。
- ヒドラ研究所からの脱出：コールソンとレイナの取引が決裂、ヒドラにシモンズの潜入が知れ渡る。シモンズはヒドラ研究所に同じく潜入していたボビーの協力を得て脱出に成功。
- カルビン・“カル”・ザボ・ジョンソン（ミスター・ハイド）がコールソン打倒のためホワイトホールに結託を約束。
- ボビーとハンターが沖縄を訪れる。“スプリンター爆弾”の開発者でヒドラの科学者トシロウ・モリと接触。モリが死亡。
- メイがスカーロッティを倒す。
- グラント・ウォード追跡：メイ、エージェント・アンソニー・トリプレット、ハンターとボビーがウォードを追跡するが失敗に終わる。ウォードはバクシを手土産としてコールソンへ贈る。
- コールソンが異星人の図形の謎を解決。自身のハイパーグラフィアが完治する。
- クリスチャン・ウォード暗殺：ウォードが兄のクリスチャンを捕縛。自身の両親と兄を殺害。
- コールソンがクリー人の地下都市と聖堂の位置を把握。爆破を目指す。
- ウォードがS.H.I.E.L.D.を襲撃。スカイとレイナがウォードの手に落ちる。
- クリー人の聖堂の戦い：ホワイトホールがスカイ、カル、ウォードを拘束。コールソンがこれを襲撃し、ホワイトホールを殺害。このことで復讐に失敗したカルとコールソンが完全に決別する。
- レイナがオベリスクを奪い、スカイがこれを追跡、トリプレットが追従する。レイナの手でオベリスクが起動し、スカイとレイナがインヒューマンズとして覚醒、トリプレットが殉職してしまう。
- ウォードとキャラが行動を共にする。
- インヒューマンズのゴードンが仲間探しを開始する。
- ゴードンがレイナを保護する。
- セントラルパーク大虐殺：フランクの家族がセントラルパークでの銃撃に巻き込まれ死亡。フランクも頭部に銃弾を受ける。
- ヒドラ リーダー暗殺：ヒドラのリーダー掃討作戦が実行される。バクシを除くすべてのリーダーが暗殺され、バクシはタルボットに引き渡された後ウォードに拉致・洗脳される。事件後、古参のバロン・ストラッカーが新リーダーとして君臨、ドクター・リストが彼の部下になる。
- エージェント・アルフォンソ・“マック”・マッケンジーがコールソンのオフィスをスキャンする。
- アスガルド人のシフが再度地球を訪れる。追跡していたクリー人と戦闘になり、記憶を失う。クリー人打倒後、アスガルドへ帰還。
- ボビー、マックがハンターを監禁。
- カルがコールソンを攻撃。ゴードンが現れカルを拉致。
- ボビー、マックがハンターを“もう一つのS.H.I.E.L.D.”へ連れていき、エージェント・ロバート・ゴンザレスと面会。
- プレイグラウンド攻撃：ゴンザレスがS.H.I.E.L.D.を本部“プレイグラウンド”を攻撃。コールソンが敗北し捕縛される。
- スカイ追跡：ゴンザレスがスカイを追跡。追跡者を攻撃したスカイはゴードンに助けを求め、彼のテレポートで“アフターライフ”へ向かう。
- スカイがリンカーン・キャンベルと邂逅。能力の使い方を学ぶ。
- コールソンとハンターがスカイの追跡を開始。ピーターソンと共闘する。
- スカイが実の母であるジャーインと出会う。実父のカルに自身の本名がデイジー・ジョンソンであることを伝えられる。
- フィッツがツールボックスを開き、コールソンとハンターに接触。
- コールソンのチームがウォードに協力を持ちかける。
- カルビン・ザボのビルの戦い：カルのビルでコールソンのチームとインヒューマンズが戦闘。リンカーンとピーターソンがヒドラに攫われる。
- 北極ヒドラ研究施設への攻撃：S.H.I.E.L.D.のエージェントが北極のヒドラの施設を攻撃。リンカーンとピーターソンを救出。途中シモンズがウォードの暗殺を試みるも、ウォードを庇ったバクシによって失敗。バクシが死亡し、ウォードはS.H.I.E.L.D.を去る。
- コールソンのチームともう一つのS.H.I.E.L.D.が接触、共闘を承諾。
- レイナがジャーインの計画についてのビジョンを見るが受け入れてもらえず、ジャーインに殺害される。
- ボビー誘拐：ボビーがキャラの罠に嵌って誘拐され、ウォードに監禁される。
- アフターライフ逆襲：ジャーインがS.H.I.E.L.D.との和睦会議でゴンザレスを暗殺。逆にS.H.I.E.L.D.に襲撃されたように見せかけ、インヒューマンズを決起させる。
- メイとハンターのチームがボビーを救出。メイの策に嵌ったウォードは、誤ってキャラを射殺してしまう。
- S.O.S.：ジャーインがインヒューマンズを率い、S.H.I.E.L.D.を襲撃。大量の“テリジェン・クリスタル”を用い虐殺を行うが、リンカーンがデイジー側に付き、ゴードンがコールソン、フィッツ、マックに敗れ死亡し、自身も正気を取り戻したカルとデイジーの手で絶命する。
- コールソンが左手でテリジェン・クリスタルに触れ石化。マックに左腕を切り落とされ、一命をとりとめる。
- ジャーインのテリジェン・クリスタルが海にばらまかれ、これを吸収した魚が加工されて世の中に出回ってしまう。
- T.A.H.I.T.I.プロトコルによりカルの記憶が消去され、獣医師ウィンスロー博士としての人生を始める。これによりデイジーは、実父と今生の別れを果たす。
- ウォードがヒドラの新たなリーダーとなることを決める。
- シモンズが“モノリス”に吸収され、マヴェットへ転送される。

『エージェント・オブ・シールド』シーズン3
- コールソンたちに協力するアンドリュー・ガーナーがジャーインの残したトラップに掛かり、インヒューマンズとして覚醒。
- マヴェットでシモンズがウィルに出会う。
- フィッシュオイルからテリジェネシスが発生し、インヒューマンズが大量に増える。
- コールソンがロザリンド・プライスを追跡。しかし待ち伏せを受け、ハンターと共に離脱。
- デイジーが医師となったリンカーンと再会する。
- 謎のインヒューマンズ、ラッシュがリンカーンを襲撃。
- フィッツがシモンズの手掛かりを求めてモロッコを訪れる。
- コールソンがハンターにウォード抹殺を命じる。
- コールソンがランドルフに接触。モノリスに関する断片的な情報を伝える。
- ヴェルナ・フォン・ストラッカー拉致：ウォードがバロン・ストラッカーの息子のヴェルナを拉致、ヒドラに勧誘する。
- ハンターが休暇中のメイに接触、ウォード暗殺のための共闘を依頼するも説得に失敗。
- コールソンが19世紀のヒドラの城でモノリスが安置されていた場所を発見。
- デイジーの力でマヴェットへの道が開かれ、フィッツが飛び込み、シモンズを救出。ウィルはシモンズを守り、“ヒドラの神”と対峙して消息を絶つ。
- モノリスが破壊される。
- ウォードがアンドリューの下にヴェルナを送り込む。
- デイジーがリンカーンを保護。S.H.I.E.L.D.に誘う。
- インヒューマンズ暗殺 - ラッシュ追跡：ラッシュがインヒューマンズを襲撃。デイジーとマックが追跡するがロザリンドの部隊“ATCU（高度危機抑制部隊）”に止められる。
- ウォード襲撃：ハンターがヒドラの新長官となったウォードを急襲するも、アンドリューを人質にとられ、かすり傷しか与えられず逃してしまう
- アンドリュー襲撃：ヴェルナがウォードの命令に従いアンドリューを襲撃。しかしアンドリューがラッシュへと変貌を遂げて逆襲され、ヴェルナは敗走する。
- ウォード暗殺の失敗に伴い、ハンターとメイが後退させられる。
- コールソンがATCU施設に赴き、昏睡状態のインヒューマンズを発見する。
- メイ誘拐：アンドリュー襲撃に失敗してウォードに見限られたヴェルナは、アンドリューがラッシュであることをメイに打ち明け、S.H.I.E.L.D.に身柄を拘束される。アンドリューは元妻であるメイを誘拐。ラッシュとリンカーンの戦闘の後、アンドリュー/ラッシュはS.H.I.E.L.D.に捕縛される。
- リンカーンがS.H.I.E.L.D.に籍を置くことになる。
- ウォードがギデオン・マリックと再会。ストラッカーの金庫を探し始める。
- オペレーション・スポットライト：S.H.I.E.L.D.のエージェントがATCUに潜入。インヒューマンズのR.ギエラがこれに応戦し、背後にヒドラのもう一人のリーダーであるマリックの存在があることが明るみになる。
- ウォードがストラッカーの金庫を発見する。マリックがモノリスの5つの欠片と使い方を教え、ヒドラの真の目的が死の星に放逐されたインヒューマンズである“ヒドラの神”の奪還であることを告げる。

### 2016年
『エージェント・オブ・シールド』シーズン3
- ロザリンドがウォードの闇討ちを受け死亡。
- ウォードがフィッツと部下を連れマヴェットへ向かう。コールソンが単身追跡に向かう。
- ヒドラ城攻撃：シークレット・ウォリアーズが集結。コールソンからS.H.I.E.L.D.長官代理を任されたマックの指示でヒドラの城への攻撃を開始。戦いの最中シモンズは、窮地を脱するために城に運び込まれたコンテナからアンドリューを解放する。
- マヴェットの戦い：マヴェットにて開拓を進めるウォードをコールソンが追撃、自らの手で殺害。フィッツと共に帰還を果たすが土壇場でウォードの亡骸を奪って寄生した“ヒドラの神”アルベウス/ハイヴの帰還を許してしまう。
- タルボットがATCUのリーダーに就任。
- マリックが元S.H.I.E.L.D.のブレイクをスカウト。
- ボビーとハンターが最後のミッションに就いた後、コールソンたちに見送られてS.H.I.E.L.D.を去る。
- ATCU本部襲撃：対エイリアン過激派組織“ウォッチドッグス”が新型爆弾を使いATCU本部を攻撃。
- 行方を晦ましていたアンドリューがS.H.I.E.L.D.に投降。
- トランジア社ビルの戦い：S.H.I.E.L.D.が“トランジア社”のビルを攻撃。マリックを拘束するもデイジーがハイヴのブレインジャックを受ける。
- デイジーが操られてマリックを殺害した後、クリーのオーブとテリジェン・クリスタルを強奪し逃走。
- フィッツとシモンズがラドクリフに接触。ラドクリフがハイヴに拉致される。
- ヒドラ崩落：コールソンとタルボットが共同作戦を実施。世界各地のヒドラ基地を攻撃、ヒドラの殲滅に成功。
- ハイヴがデイジーとラドクリフを利用し、インヒューマンズ化の実験を行うが失敗に終わる。
- ユニオン・シティの戦い：ハイヴがクリーのオーブを使い、クリー人の“リーパー”2人を呼び寄せる。S.H.I.E.L.D.のエージェントをも巻き込んだ戦いの末、デイジー、ハイヴがこれを撃滅。
- アンドリューが完全に変身を遂げ、ラッシュと化す。
- デイジーがハイヴ側につくようリンカーンを説得する。
- ハイヴ襲撃：リンカーンの策でハイヴの基地にラッシュが送り込まれる。ハイヴに大打撃を与え、デイジーの洗脳を解くが、ジェームズ/ヘルファイアの不意打ちで致命傷を負う。ラッシュの犠牲の代わりにデイジーがS.H.I.E.L.D.に帰還する。
- ラドクリフがインヒューマンズ化実験の末、従順だが原始人に近い存在“プリミティヴズ”を生み出す。
- ハイヴがプリミティヴズ化するウィルス“アブソリューション・ウィルス”をミサイルに搭載し、発射することを目論む。S.H.I.E.L.D.がこれを阻止し、ハイヴを捕獲することに成功。
- プレイグラウンドの戦い：ハイヴの腹心となったギエラの指示の下、プリミティヴズがハイヴ奪還のためプレイグラウンドを襲撃。エージェントが多数犠牲となり、ハイヴが解き放たれる。
- ジェームズが敗れ、ギエラも倒されたハイヴがゼファー・ワンを乗っ取り、上空からのウイルスの拡散を再度目論むも、道連れを覚悟したリンカーンに妨害され宇宙空間へと放逐される。ハイヴは死亡し、リンカーンは殉職。
- デイジーがS.H.I.E.L.D.を去り、数ヶ月後には“クエイク”と呼ばれるようになる。
- ラドクリフがA.I.D.A.を完成させる。
- クエイク追跡：コールソンとマックがクエイクを追跡するが見失う。

### 2017年
『エージェント・オブ・シールド』スリングショット
『エージェント・オブ・シールド』シーズン4
- デイジーがゴーストライダーを目撃する。
- フィッツがラドクリフの自宅でA.I.D.A.と出会う。
- メイが幽霊と化したバウアーに触れられ、生命の危機に陥る。
- クエイクvsゴーストライダー：デイジーはゴーストライダーの正体がロビーであることを知るが即座に決闘になる。ゴーストライダーが勝利するがとどめは刺さず、その場を去る。
- 大停電：ウォッチドッグスが脅迫メッセージを送り、アメリカの主要都市を停電させる。ロビーがデイジーを弟ゲイブに会わせる。
- ラドクリフがシモンズと共同でメイの蘇生を行い、成功。
- 新長官ジェフリー・メイスがS.H.I.E.L.D.の再始動を発表。
- ゴーストライダー追跡：コールソンがロビー/ゴーストライダーを追跡、捕縛。バウアー博士関連の事件に関する共闘を依頼。
- コールソンがバウアーの夫ジョセフと面会。バウアーの幽霊化にダークホールドが関わっていることが判明。
- 別次元への転移：“ロクソン・オイル・プラント”でゴーストライダーがバウアーを葬る。裏でゴーストライダーの叔父イーライ・モローがダークホールドの知識を得、万物を創造する力を得る。実験に巻き込まれたコールソン、ゴーストライダー、フィッツが別次元へと吹き飛ばされる。
- ゴーストライダーに宿った“復讐の精霊”がロビーを離れ、マックに憑依する。
- メイとラドクリフが別次元に囚われた3名を助けるべく、A.I.D.A.にダークホールドを読ませる。
- 次元を超える門が完成し、コールソンとフィッツが帰還。ロビーは復讐の精霊に再度取引を持ち掛け、改めてゴーストライダーとなる。
- A.I.D.A.の手でメイが捕らえられ、本人に酷似した精密なロボット“LMD（Life-Model Decoy、ライフ・モデル・デコイ）”と入れ替わる。
- ゴーストライダーイーライを撃破。デイジーがエージェントとしてS.H.I.E.L.D.に復帰。
- タルボットがキャプテン・アメリカを疑似的に再現する“パトリオット計画”について語る。これに伴い、メイスがインヒューマンズではなく、この計画に参加した一般人の“パトリオット”でしかないことが発覚。
- A.I.D.A.の手によってデイジーとシモンズ、エレナ・ロドリゲス以外の主要S.H.I.E.L.D.メンバーが仮想電脳空間“フレームワーク”に捕らえられる。
- エージェント・オブ・ヒドラ：デイジーとシモンズがフレームワーク内へ侵入。A.I.D.A.と彼女に操られたフィッツがヒドラとなって世界を支配するフレームワークで、エージェントの救出に奔走。
- メイスがフレームワーク内でエージェントたちを庇い死亡。同時に現実世界のメイスも死を迎える。
- ラドクリフが現実でA.I.D.A.に殺害され、フレームワーク内のみの存在となる。
- エージェントたちが現実世界へ帰還、インヒューマンズの力と現実の肉体を手に入れたA.I.D.A.の暴走を阻止するため、コールソンが復讐の精霊と取引をし、一時的にゴーストライダーとなる。ゴーストライダーによりA.I.D.A.は死亡。ラドクリフもフレームワークと共に完全消滅する。
- ゴーストライダーがダークホールドを葬るべく地獄へと帰還する。

### 2018年
2018年の本来のタイムライン上においては、サノスの侵攻と前後して地球が破壊されることになる。これはS.H.I.E.L.D.のコールソンのチームたちの奮戦により、新たなタイムラインの生成と共に回避されている。
『エージェント・オブ・シールド』シーズン5
- ヒドラによって不安定な半洗脳状態となり、グラヴィトニウムを取り込んで超人化したタルボットが、さらなるグラヴィトニウムを求めてシカゴに訪れる。
- シカゴ決戦：サノス侵攻を歪んだ思想で正そうとするタルボットを、コールソンへの血清を自身に使ったデイジーが阻止する。最終的にデイジーがタルボットを宇宙空間に放逐し、新たなタイムラインが生成される。
- フィッツが死亡する。
- コールソンがS.H.I.E.L.D.を引退し、メイと残り僅かな余生を過ごすことを決める。

『エージェント・オブ・シールド』シーズン6
- イノックの宇宙船がクロニコム・ハンターの攻撃を受け、破壊される。
- フィッツとイノックがヴィロの宇宙船に潜入する。
- シモンズがデイジー、パイパー、デイヴィスを伴い、フィッツを探して宇宙への旅を開始する。

### 2019年
| 「                                                                               | コールソンは死んだ。1年前に。私はそれを受け入れることにしたの。 | 」 |
| —デイジー・"スカイ"・ジョンソン/クエイク（『エージェント・オブ・シールド』より） |                                                                 |    |

2019年は、全宇宙の人口が半分になって間もないものの、サノスとは異なる宇宙的脅威が襲来する年となる。
『エージェント・オブ・シールド』シーズン6
- トロックの確保：深宇宙にて、シモンズがフィッツの居場所を知る可能性がある異星人を確保、尋問する。
- シュライク追跡：謎のテクノロジーを持つジャコ、パックス、ティンカー、スノーフレークとよばれる異星人が、人に寄生する鳥シュライクを追って地球に出現する。
- シモンズによってフィッツが入っていた空の凍結チャンバーが発見される。
- 自然史博物館の破壊 - サージの出現：サージの部下たちの手によってインディアナの自然史博物館が破壊され、跡地からサージが出現する。数名のエージェントがサージを目撃する。
- サージが生活用品と食物を求めマーケットを襲撃。S.H.I.E.L.D.がそれを捕捉する。
- 宝石店の襲撃：サージの部隊がエネルギー源を求め宝石店を襲撃する。S.H.I.E.L.D.エージェントが迎撃するが、寸前でのところで取り逃がす。
- 宇宙船内でフィッツがヴィロを謀殺、エンジニアたちを救出し、“キットソン星”へ舵を切る。
- シモンズ一行が“ナロ＝アツィア星”でクロニコム・ハンターの襲撃を受けるがこれを退ける。フィッツの手掛かりを得てキットソン星へ向かう
- ゲームハウス襲撃：デイジーとシモンズがフィッツ救出のためキットソン星のゲームハウスに潜入。フィッツと再会するもクロニコム・ハンターと交戦となる。
- サージがシュライク検知器を上空に射出する。S.H.I.E.L.D.がこれを確認。
- ディーク襲撃：サージが未来から来て現代に住み着いたディークをシュライクと誤認し攻撃する。しかしS.H.I.E.L.D.の介入により失敗、メイがサージに捕縛される。
- エージェント・ケラーがシュライクに寄生され、エレナの手で死亡する。
- メイがサージのトラックで目を覚まし、シュライクについてサージに教えられる。サージはメイに目的を告げチームアップを申し出るが逆に捕縛される。
- フィッツシモンズの捕縛：クロニコムのアタラがS.H.I.E.L.D.のエージェントたちを捕縛する。タイムマシンの作成を条件にイノック、シモンズ、フィッツが残り、デイジーと他のエージェントたちが地球へ帰還する。
- フィッツシモンズが“セレブラル・フュージョン・マシン”内の“マインド・プリズン”に捕らえられ、クロニコムの母星“クロニカII”が破壊されたことを知らされる。
- 同盟駆逐艦からの脱出 - フィッツシモンズ救出：イノックの助力でフィッツシモンズが救出され、クロニコムの駆逐艦から脱出するが失敗、結果的にキットソン星に逆戻りする。処刑ゲームの最中に現れたアイゼルに救い出される。
- アイゼルがフィッツシモンズを伴い地球を目指して出航する。
- シュライクの共同捜索：S.H.I.E.L.D.長官マックの指揮下、2体のシュライクの宿主の身柄を確保する。しかしシュライクの未知の反応に対処しきれず、情報とサージの身柄を交換させられる。
- サージとスノーフレークがデイジーとメイ、ディークを伴ってアイゼルの迎撃へ向かう。
- サージが作戦の足枷となったスノーフレークを見限り、時限爆弾と化したトラックにエージェントたちを残しスプレーペイント・トランスポーターで逃走する。
- ゼファー・ワンへの侵入 - シュライク・タワー破壊：逃走したサージがゼファー・ワンへ侵入、中枢を乗っ取る。原爆を用意し、アイゼルの宇宙船を着陸地点であるシュライク・タワーごと破壊することを目論むもデイジーに爆弾を止められ失敗に終わる。
- サージの部下ジャコがエレナに説得され反旗を翻す。
- アイゼルが危機を察知し地表への着陸を取りやめ、再び大気圏外へと逃走する。
- ラジー・コメットへの侵入：マック、エレナ、デーヴィスと寝返ったジャコが逃走中のアイゼルの宇宙船へと侵入。フィッツシモンズを救出するもアイゼルを発見できず、スプレーペイント・トランスポーターによってサージのトラックへと帰還する。その後、ジャコの意思による自爆によってアイゼルのクルーごと船が破壊される。
- デーヴィスに寄生していたアイゼルがメイに乗り移り、サージを射撃する。
- ライトハウスへの侵入：アイゼルがディアラス（モノリス）を求めエージェントたちの体を次々に乗っ取り、最終的にディアラスの力を吸収していたグラヴィトニウムを回収する。
- アイゼルがマックとエレナとの取引に応じ、二人を連れて“寺院”と呼ばれる場所を目指す。
- デイジーがサージを拷問し、真の力を引き出すことに成功する。
- アタラ暗殺：マラカイがフィッツシモンズの頭脳を利用し、彼らの情報をすべて入手する。クロニカIIの復興に関する意見の対立からアタラを暗殺、地球を新たな母星とすべく旅立つ。
- ディークの手でアイゼル除けの“ソニック・バリア・カフ”と空間を移動するための“ジャンプ・ドライブ”が完成する。
- アイゼルが生命を生み出すディアラスの力を使いマックとエレナの記憶からインヒューマンズのフリントを創造する。フリントの能力によって三つの失われたディアラスが再生する。
- S.H.I.E.L.D.の主要エージェントがライトハウスを離れ寺院へ向かう。
- ライトハウス襲撃：マラカイとクロニコム・ハンターがライトハウスに侵入、制圧しS.H.I.E.L.D.の持つすべての権限を手中に収める。潜入していたイノックによってフィッツシモンズが助け出され、解決策として新たなミッションを提案する。
- ディークがジャンプ・ドライブを使用して寺院に到着、アイゼルからマックとエレナを解放する。
- アイゼルがマルチバース「フィアー・ディメンション」に通じる扉を開く。サージがアイゼルと対峙するも殺害できず、パチャクティクとして覚醒しメイをフィアー・ディメンションへ蹴り飛ばす。
- フィアー・ディメンション/忘れられた寺院の戦い：メイがフィアー・ディメンションでアイゼルと決闘する。大怪我を負うも生還し寺院へ舞い戻り、サージの剣でアイゼルを消滅させる。遅れて到着したデイジーがパチャクティクの真の姿を暴き、マックがメイから受け取ったサージの剣でパチャクティクに止めを刺し決着をつける。
- フィアー・ディメンションへの扉が閉じる。
- シモンズの先導により、デイジー、マック、エレナ、ディーク、イノック、そして気絶したメイがゼファー・ワンに乗る。直後にクロニコムの攻撃で寺院が破壊される。
- ゼファー・ワンが時空を超え、1931年に飛ぶ。

### 地球が破壊されたタイムライン
2018年に起きたブラック・オーダーの襲撃に伴い、コールソンを救うか否かを分岐点として枝分かれしたタイムライン。S.H.I.E.L.D.エージェントたちの決断によって本来の時系列から切り離された。

#### 2018年
『エージェント・オブ・シールド』シーズン5
- 地球の破滅：タルボットがデイジーの能力を使い、グラヴィトニウム採掘のために地球を粉々に破壊する。ライトハウスだけが破滅を免れる
- デイジー・ジョンソンが「世界を破壊した女」として伝承され、S.H.I.E.L.D.が窮地を救う神話が作られる。
- カサイアスが地球の残骸からライトハウスを発見。自身の支配下に置く。

#### 2091年
| 「                                                | 2091年。地球の、2091年だ。 | 」 |
| —イノック（『エージェント・オブ・シールド』より） |                            |    |

2091年は、2018年中に起きた地球の破滅の延長線上に位置する年代。人類はグラヴィトニウムの作用で宇宙を漂って古いシェルターとなったライトハウスでわずかな数だけが生存している。人類はカサイアスによって文明と過去を奪われ、インヒューマンズ化した者を兵器として輸出するためだけに生かされており、赤貧を強いられている。また、この年代には前述の「S.H.I.E.L.D.が過去から現れ人類を救う」という伝承（予言）が遺されている。
『エージェント・オブ・シールド』シーズン5
- フィッツが74年の眠りから覚め、イノックと共にライトハウスへ向かう。
- コールソンと彼のチームの一部が2018年からライトハウスに飛ばされる。ヴァージルがコールソンに接触する。
- シモンズがカサイアスの側近に選ばれる。
- クリー人に捕らわれたコールソンたちをディークが救出する。テスの助けを得て、過去への帰還のための情報収集をはじめる。
- インヒューマンズ・トライアル・セレモニー：カサイアスがインヒューマンズを売るためのオークションを開催する。紛れ込んだフィッツの策でデイジーとジェマを救出するものの、メイが破壊された地表に放り出される結果になる。
- 少年フリントがインヒューマンズとなる。彼の庇護者であったテスがクリーに殺害される。
- カサイアスが兄フォールナクを殺害する。
- ライトハウスからの脱出：コールソンと彼のチームの一部とディーク・ショウがライトハウスを抜け、破壊された地球の地表へ降り立つ。
- “予言者”ロビン・ヒントンが死亡する。
- ゼファー・ワンの戦い：S.H.I.E.L.D.を追跡していたクリー人シナラがゼファー・ワンを急襲。デイジーが迎撃しシナラを撃破する。
- テスがカサイアスの手で無理やり復活させられる。
- ライトハウス動乱：マックの指揮下、ライトハウスの人類がカサイアスに反旗を翻す。仕掛けられた爆弾を総員で解除し、カサイアスにとどめを刺す。
- フリントが能力で時空を越えるモノリスを再創造する。
- 暗黒の未来からの帰還：フリントが作り上げたモノリスとイノックの命を賭したエネルギー生成によって、再びモノリスが活性化、過去への扉を開く。コールソンのチーム全員とディークが2018年へと飛ぶ。
- フリントがテスと共に地球の再生を誓う。